# 普通列車

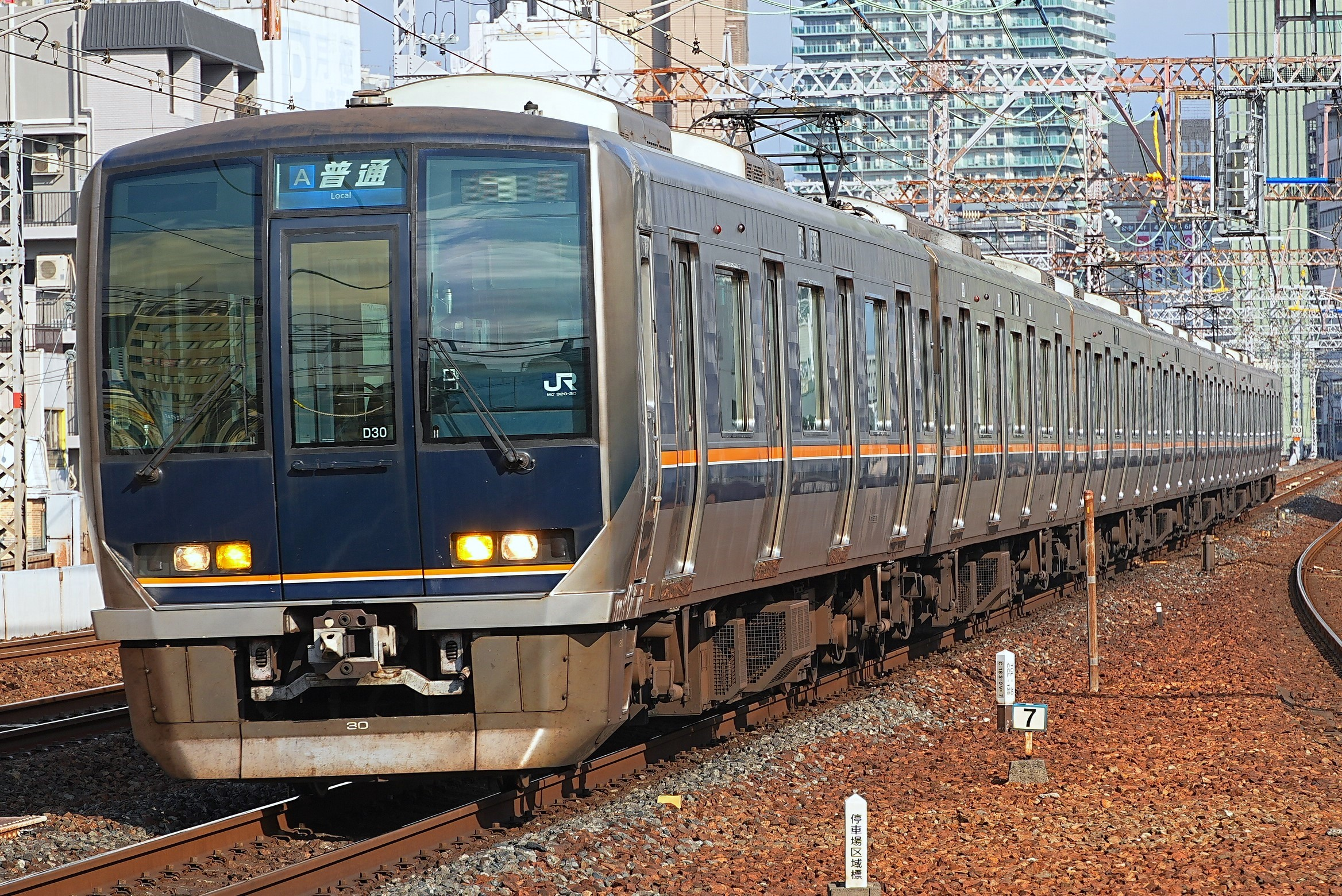
321系のJR神戸線普通列車（元町駅撮影）

普通列車（ふつうれっしゃ）とは、旅客列車における列車種別の一種である。一般的には運賃のみで乗車可能な各駅に停車する列車を指し、「各駅停車」と案内する事業者もある。
日本国有鉄道（国鉄）・JRの旅客営業規則における用語では、特別急行列車を含む広義の急行列車以外の列車を指し、この場合は快速列車も含まれる概念となる。市販の時刻表では細字で表示されている列車を表す。
本項は特に断りがない限り、日本における普通列車を主題として解説している。

## 概要
各駅に停車する列車種別には、「普通列車」の他に「各駅停車」の案内がある。一般的にどちらか一方の用語に統一されているが、両方の列車種別を用いている事業者もある。両方が用いられる典型的な例として、複々線区間における急行線・緩行線（あるいは電車線・列車線）双方の、旅客ホームが設置された全駅に停車する列車が挙げられる。中には、西武鉄道のように「普通」から「各駅停車（各停）」に正式列車種別名を変更した例もある。

### 日本の国鉄・JR
基本的に各駅へ停車する（もしくは一部の駅を通過する）列車が普通列車と案内される。
運賃・料金面では、旅客営業規則において「急行列車」以外の列車を「普通列車」と定めており、この概念では「乗車券（回数券・定期券を含む）以外に特急料金・急行料金が不要な旅客列車」となる。この場合は快速列車も含む概念であり、フリーきっぷなどで「普通列車（快速含む）」とあるのはこの規則による。JRにおいて快速列車を含む普通列車は普通車の自由席であれば、乗車券または定期券で乗車可能である。全車座席指定列車やホームライナーなど座席指定券・着席整理券（ライナー券）が必要な列車であっても、別途それらに該当する料金券を購入すれば乗車券・定期券と併用することで乗車できる。

### 私鉄
基本的に各駅へ停車する（もしくは一部の駅を通過する）列車が普通列車と案内される。事業者によっては国鉄・JRと同様に料金不要の速達列車（快速列車相当）を運行しているが、優等列車として扱うのが一般的である。ただし、料金不要列車も優等列車の範疇に含めるかどうかは事業者によって異なる。ただし、観光列車においては、座席指定券または乗車整理券などの特別料金が必要になり、また普通列車であっても主要駅を除いてノンストップなど、急行列車や特急列車に匹敵するものもある。

## 通過駅

### 複々線区間のホーム不設置
複々線区間において、全駅にホームが設置されている緩行線と少数の駅にのみにホームが設置される急行線（快速線）が別々に運行管理される場合、急行線を走る普通列車は緩行線に対しては複数の駅を通過することになる。

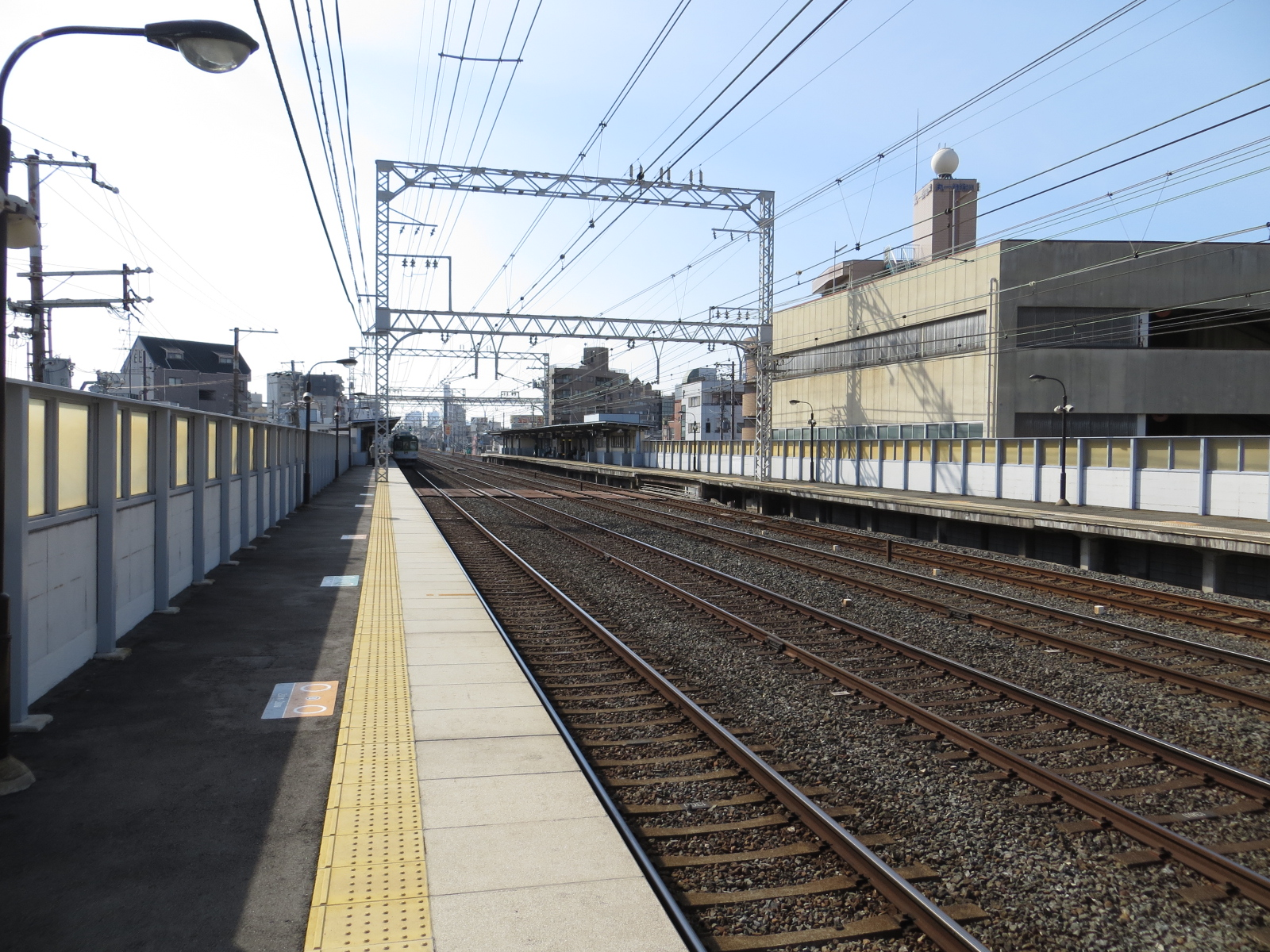
外側の緩行線にのみホームが設けられている駅の例。このような形の駅では、内側の急行線を走る普通列車はホームがないためこの駅を通過する。

- 東海道本線・宇都宮線（東北本線）の大船駅 - 東京駅 - 大宮駅間、山手線の品川駅 - 田端駅間、常磐線の北千住駅 - 取手駅間についての詳細は、それぞれの路線記事を参照。
  - 宇都宮線のさいたま新都心駅では、上野駅・東京駅方面（上野東京ライン）の普通列車は停車するが、湘南新宿ラインの普通列車は通過する。これは、湘南新宿ラインの列車が走行する東北貨物線にはホームが設置されていないためである[注 5]。2013年3月15日までは浦和駅も同様の理由で通過したが、こちらは高架化に際してホームが設置された。
- 京王線の新宿駅 - 笹塚駅間では、京王新線が開業した際に元の京王線にあった初台駅・幡ヶ谷駅が廃止されたため、両駅は新線経由の列車のみ停車し、京王線（本線/旧線）経由の普通列車（各駅停車）はこの両駅は通過となる。
- 東急電鉄の二子玉川駅 - 溝の口駅間は田園都市線と大井町線が並走しており、途中にある二子新地駅と高津駅は大井町線用のホームがないため、基本的に田園都市線の普通列車（各駅停車）のみが停車する。ただし、大井町線の一部の各駅停車（種別表示が青色の列車）は同区間にて田園都市線の線路を走行し、この両駅にも停車する。
- JR東海の名古屋駅 - 金山駅間では東海道線と中央線が並走しているが、この間にある尾頭橋駅には中央線側にホームが設置されていないため、東海道線の普通列車のみ停車する。
- JR西日本では福知山線（JR宝塚線）の普通列車で朝時間帯に大阪駅を発着し、かつ大阪駅 - 尼崎駅間で外側線を走行する列車は塚本駅を通過する。尼崎駅にある福知山線との分岐部はかつて外側線とのみ接続していたことから福知山線の列車はすべて大阪 - 尼崎間は外側線を走行していた。そのため全列車が塚本駅を通過していたが、JR東西線開業に伴う配線改良工事で内側線にも進入できるようになったことから、現在はほぼ全ての列車が塚本駅に停車するようになった。
- 阪急電鉄の京都本線 （宝塚本線の急行線）では、普通列車も含めて中津駅を通過する。これは梅田駅 - 十三駅間において1959年3月の3複線化に際して京都本線側にホームを設置するスペースがなかったためである。それ以前は宝塚本線と線路を共用していたが、乗り入れ列車がほぼ特急・急行のみであったため中津駅には停車しなかった（普通列車は早朝・深夜の一部列車を除き十三駅または天神橋駅折返し）[6][7][注 6]。2022年4月1日現在、京都本線は前述のとおり普通列車も通過するが、宝塚本線は普通列車が停車している。
- 南海電気鉄道の難波駅 - 岸里玉出駅間は南海本線と高野線が併走しており、途中にある今宮戎駅と萩ノ茶屋駅は南海本線用のホームがないため高野線の電車のみが停車する。全ての駅に停車する電車であっても停車駅が違うことから南海本線では「普通（普通車）」[注 7]、高野線では「各駅停車」と区別されている。ただし両駅とも所属路線は南海本線となっており、かつては両駅に停車する南海本線各駅停車や両駅を通過する高野線普通も運転されていた。

### 2路線以上の共用区間における一方の駅不設置
複数の路線が同じ線路を共用する区間内において、特定の路線の列車のみ停車し、別の路線の列車はすべて通過する駅がある。ただし路線が異なるため通過駅とはみなされず、その路線の駅としては存在しないものとして扱われる。

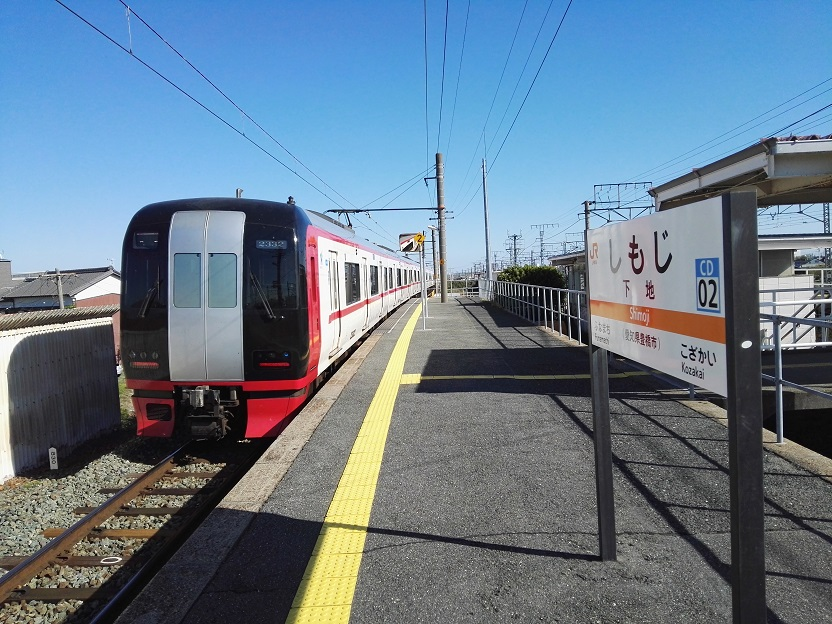
飯田線下地駅はJRと名鉄の共用区間内にある。ホームはあるが、停車するのはJRの列車だけであり、写真のように名鉄列車は種別に関係なく通過する。

- 北総鉄道の北総線と京成電鉄の成田空港線が共用している京成高砂駅 - 印旛日本医大駅間の途中駅のうち、東松戸駅・新鎌ヶ谷駅・千葉ニュータウン中央駅を除く各駅は北総鉄道のみの駅となっており、京成電鉄の列車はすべて通過する。

- JR東海の飯田線と名古屋鉄道の名古屋本線が共用している豊橋駅 - 平井信号場間には下地駅と船町駅があるが、両駅はJR東海のみの駅となっており、名古屋鉄道の列車はすべて通過する。なお、飯田線においても日中を除き主に豊川駅発着の列車のみ停車し、それ以外は普通列車であっても両駅を通過する。

過去の事例
- 大阪環状線新今宮駅は1964年の開業当初、大阪環状線の電車と関西本線（現在の大和路線）の列車（気動車）が当駅を経由していたが、大阪環状線の電車のみが停車し関西本線の列車は通過していた。1968年の複々線化により関西本線用のホームも完成したがこの時点では関西本線の列車の停車は行われず、1972年になってようやく停車するようになった。また西隣にある今宮駅は1997年に大阪環状線のホームが完成するまでは関西本線の単独駅だった。これらの経緯から天王寺駅と今宮駅の所属路線が関西本線である一方、両駅に挟まれた新今宮駅は大阪環状線の所属となっている。

### 乗降客の少ない駅
普通列車であっても、乗降客の少ない駅を通過する列車がある。理由としては運用上の都合（各駅に停車すれば所要時間がかかりすぎる、単線区間で対向列車との行き違いができない駅において、他駅での行き違いのタイミングを合わせるため通過する）が含まれる場合がある。
現在の事例
- 北海道の旧仮乗降場（室蘭本線の小幌駅、石北本線の愛山駅など）
- 千歳線のサッポロビール庭園駅は、普通列車の一部が通過する。
- 札沼線のロイズタウン駅では、上下全84本の普通列車のうち上下9本が通過する[8]。
- 奥羽本線の津軽湯の沢駅では、夕方以降の一部普通列車が通過する[9]。また糠沢駅では、日中（8時台後半から14時台前半）の列車と秋田駅発大館駅行最終列車が通過する。
- 羽越本線の秋田駅 - 酒田駅間の普通列車において桂根駅・折渡駅・女鹿駅を通過する列車がある。
- 仙山線の奥新川駅と面白山高原駅では、早朝と夜間の一部の列車が通過する。
- 磐越西線の喜多方駅 - 会津若松駅間の普通列車は、5往復を除いて途中堂島駅・笈川駅・姥堂駅・会津豊川駅を通過する。
- 鳴門線では、池谷駅 - 鳴門駅間の途中駅無停車の普通列車が設定されている[10]。
- 土讃線の坪尻駅と新改駅では、駅構内配線の関係上、一部普通列車が通過する。
- 篠栗線の九郎原駅は、普通列車の一部が通過する。
- 日豊本線の竜ケ水駅と仙巌園駅は、普通列車の一部が通過する。
- 青い森鉄道線では、青森駅発八戸駅行始発列車が、西平内駅と千曳駅を通過する[11][12][注 8]。
- 津軽鉄道線では一部列車が毘沙門駅・川倉駅・深郷田駅を通過する[13]。
- 弘南鉄道弘南線では、日中の列車以外は田んぼアート駅を通過する。
- えちぜん鉄道勝山永平寺線では、日中の一部列車が比島駅を通過する[14]。

過去の事例
- かつて存在した京成本線博物館動物園駅・名鉄河和線椋岡駅・神戸電鉄有馬線菊水山駅など、一部の普通列車が通過することもあった[15]。神戸電鉄有馬線新有馬駅は停車する列車も1日1往復に限られた。
- 東北本線では、
  - 1960年代ごろに苫米地駅において、一部普通列車が通過していた[16]。
  - また、国鉄末期からJR時代には、青森発八戸行き最終列車が、千曳・小川原両駅を通過した[17][注 9]。
- 津軽線では、青森発蟹田行き下り始発列車が一部の駅を通過していた[18]。
- 奥羽本線において、
  - 上飯島駅では、かつて奥羽本線客車普通列車[注 10]は通過していた。また、山形 - 新庄間の一部駅や北上ノ山駅（現・茂吉記念館前駅）でも、通過する普通列車があった。
  - 赤岩駅では、2012年（平成24年）度から2015年（平成27年）度の冬期間のみすべての普通列車が通過[注 11]し、2016年（平成28年）度冬季以降は通年通過駅[19]となったが、2021年（令和3年）3月13日実施のダイヤ改正で廃駅となった[20]。
- 羽越本線において、
  - 東酒田駅では、1990年代初めごろに日中の列車が通過していた[21]。
  - 北余目駅では、1980年代ごろに朝の下り列車の一部と夜の1本および夕方以降の上り列車の一部が通過していた[22]。
- 北上線では、 2016年（平成28年）12月1日から、平石駅・矢美津駅の両駅が冬季期間（期間は12月1日から翌年3月31日まで）全列車通過となる[23]が、2022年（令和4年）3月12日ダイヤ改正で廃止された[24]。なお、矢美津駅では、平成初期に日中の一部列車が通過していたほか、国鉄末期から先述の冬季通過実施まで、始発列車が一部駅を通過していた[25]。
- 信越本線では、国鉄時代に南高田駅と北新井駅の両駅において、一部普通列車が通過していた[26]。
- 中京圏の東海道本線では、2006年（平成18年）10月1日のダイヤ改正までは、ごく一部の普通列車が一部の駅を通過していた[注 12]。
- 高山本線では、国鉄末期の1982年頃（下り）[27]・1984年頃（上り）から2023年（令和5年）3月18日ダイヤ改正までは、高山駅 - 岐阜駅間を運行する始発および最終列車は、高山駅 - 下呂駅間は久々野駅・飛騨小坂駅・飛騨萩原駅のみに停車した。
- JR西日本北近畿地区では、2012年（平成24年）3月17日のダイヤ改正時で、普通列車の一部が通過する設定がされたことがあったが、翌年のダイヤ改正で当該列車は快速列車に変更されている[28]。
- 和歌山線では、和歌山 - 五条間非電化時代、該当区間において、客車列車では、一部の駅を通過していた[29]。
- 鹿児島本線田原坂駅では、2018年（平成30年）3月17日ダイヤ改正まで日中の普通列車の半数が通過していた。
- 青い森鉄道線では、八戸発青森行き始発列車が、一部の無人駅を通過したが、該当列車は、2016年（平成28年）3月26日ダイヤ改正で、通過駅はそのままで、快速列車に変更された[注 13]。さらに、2021年（令和3年）3月12日まで、青森発八戸行き始発列車が狩場沢駅を通過していた。
- 東武鉄道鬼怒川線の東武ワールドスクウェア駅は、開業当時は東武ワールドスクウェアの開園時間に合わせて営業し、それ以外の時間帯は普通列車であっても全列車通過していた[30]。2020年（令和2年）6月6日のダイヤ改正より、営業時間外に運転する列車に関しても停車列車が設定されている[31]。
- 京成電鉄本線博物館動物園駅では、1981年（昭和56年）から1997年（平成9年）4月1日の休止（その後2004年（平成16年）4月1日廃止）まで、駅有効長などの関係で、6両編成の普通列車は通過していた。
- 東京モノレール羽田空港線では、1992年（平成4年）6月18日まで昭和島駅を一部の列車[注 14]が通過していた。
- 近畿日本鉄道時代の養老線の大外羽駅や近鉄橿原線のファミリー公園前駅では、過去に一部時間帯に普通列車が通過していた。

### 他線区からの直通列車
- 上越線ではほくほく線直通の全列車が石打駅・大沢駅・上越国際スキー場前駅[注 15]を通過するほか、同線の塩沢駅および信越本線の黒井駅も一部通過する。これは短い編成でワンマン運転を行うほくほく線の列車では、JR線内での突発的な需要に応じ切れないことが理由にある[32]。
- 伯備線の布原駅は芸備線直通の列車のみが停車し、伯備線の列車は運転停車することがあっても客扱いを行わず全列車が通過となる。
- 津軽線と海峡線の運賃上の分岐点である中小国駅は津軽線の列車のみが停車し、海峡線の列車はすべてが通過していた。そのため運行上の分岐点は東隣の蟹田駅となっていた。
- 東海道本線の瀬田駅は1985年のダイヤ改正まで、草津線から直通する客車普通列車が通過していた。
- えちぜん鉄道三国芦原線の中角駅には福井鉄道福武線乗り入れ列車用の低床ホームが設置されておらず、同線乗り入れ列車はすべて通過する[14]。

### 特定の時期に通過となるもの
観光のオフシーズンなど特定期間に著しく利用客が少なくなる駅では、臨時駅でなくとも一部もしくは全部の列車が通過となることがある。
- 奥羽本線の津軽湯の沢駅は、2018年から冬期間に全列車が通過する[33]。また板谷駅と大沢駅は、2023年から冬期間に全列車が通過する[34] [注 16]。

- 仙山線の奥新川駅と面白山高原駅は、2023年から冬期間に一部の列車が通過となる[35]。

- 弘南鉄道弘南線の田んぼアート駅は、開業以来冬期間は全列車が通過する。

### その他の事例
- 臨時駅および休止駅は休止期間中に営業しないため、全列車が通過扱いとなる。また、前者の場合は営業期間中であっても利用の少ない時間帯に通過する場合がある。

- JR北海道やJR東海のホームライナーには多くの通過駅が存在するが、市販の時刻表においても種別の表記がなく、厳密には普通列車ということになる。

## 普通列車が運行されない区間
JR各線（新幹線を除く）
以下の路線には、定期普通列車が設定されていない。なお、営業キロの設定されている路線に限る（営業キロの設定されていない短絡線などは除外する）。
また、営業キロが設定されていても、定期旅客列車がなく、時刻表に記載されていない路線（貨物線など）は除外する。
- 石勝線：新夕張 - 新得間

該当区間では普通列車を運行しておらず、該当区間では特急列車の空席（満席の場合は立席）に乗車券のみで乗車できる。
- 本四備讃線：児島 - 宇多津・坂出間

かつて普通列車が運行したが、2019年（平成31年）3月16日ダイヤ改正に伴い、本州と四国に直通する列車は快速・特急のみである。
- 東海道本線：大垣 - （新垂井） - 関ケ原間（下り本線、通称：新垂井線）

現在大垣 - 関ケ原間を走る定期普通列車は下り列車であってもすべて垂井駅経由で運転されており、旧新垂井駅経由のルートを通る旅客列車は特急列車に限られている。
- 東海道本線支線：大阪 - 福島間（通称梅田貨物線。この区間は旅客会社の営業キロ設定はなく、貨物会社の営業キロのみが設定されている）

この区間を運行する旅客列車は「はるか」など特急列車のみ（2018年〈平成30年〉3月17日のダイヤ改正で、それまで下り1本深夜・上り1本早朝に運行していた快速列車が廃止された）。
- 常磐線：上野 - 北千住間（快速・特急列車のみの運行。2004年（平成16年）10月16日の改正で、土浦・水戸方面に向かう「普通」は「快速」に編入された）
- 中央線：東京 - 御茶ノ水間、三鷹 - 立川間（快速・特別快速・特急のみの運行。2020年（令和2年）3月14日の改正で、それまで運行していた各駅停車〈快速用車両を用いて緩行線の線路を経由及び各停用車両の三鷹以西乗り入れ〉は廃止された）
- 総武本線（総武快速線）：東京 - 錦糸町間（快速・特急のみの運行）
- 博多南線[注 17]：博多 - 博多南間
- 上越線：越後湯沢 - ガーラ湯沢間[注 18]

上記2区間は新幹線用設備を使用するものの、旅客営業上は在来線となっている。乗車のためには別途特急料金が必要となる。
- （参考）七尾線：七尾 - 和倉温泉間

JR西日本が第一種鉄道事業、のと鉄道が第二種鉄道事業を行うため、重複して営業キロが設定されている区間である。この区間ではJR西日本は特急列車のみ、のと鉄道は普通列車のみを運行しているため、JR西日本の普通列車は運行されていない。なお、青春18きっぷでのと鉄道の普通列車に乗車することができる。
- （参考）JR神戸線：西明石 - 加古川・姫路間および琵琶湖線

運行系統上は一部を除いて新快速・快速のみであるが、区間内の駅では快速を普通と案内している。
- （過去）海峡線：中小国 - 木古内間

かつては津軽海峡線の一部を構成していた。2002年（平成14年）11月30日までは快速「海峡」が運行されていたが、その後同区間では普通列車を運行していない。2016年（平成28年）3月26日の北海道新幹線開業により、海峡線区間の在来線列車は貨物列車および団体列車のみとなっている。
民鉄各線
- 東武鉄道伊勢崎線（東武スカイツリーライン）：押上 - 曳舟間

押上駅を介して、東京地下鉄半蔵門線・東急電鉄田園都市線と直通する列車のみが運行される。当該列車は準急・急行のみであるため、「普通」は設定されていないが、乗車券のみで利用できる。
- 京成電鉄成田空港線（成田スカイアクセス）：京成高砂 - 成田空港間

スカイライナーとアクセス特急のみの運行であるため、2024年（令和6年）時点で「普通」は運行されていない。この路線は京成電鉄の路線で唯一「普通」が運行されていない。なお、アクセス特急には乗車券のみで乗車できる。
- 京浜急行電鉄久里浜線：京急久里浜 - 三崎口間

1999年（平成11年）以降「普通」は設定されておらず、快特・特急が各駅に停車して運行されている（いずれも乗車券のみで乗車できる）。
- 名古屋鉄道名古屋本線：豊橋 - 伊奈間

1991年（平成3年）以降特急・快速特急・急行のみの運行であるため、「普通」は設定されていない。なお、特急・快速特急の一般車と急行には乗車券のみで乗車できる。

## 案内時の表現
各駅に停車するため、発車標や列車の方向幕などで「普通」と表示していても、放送では「各駅停車」と案内される場合がある。日本の大手私鉄では、京成電鉄、東武鉄道、近畿日本鉄道、京阪電気鉄道、阪急電鉄、阪神電気鉄道が該当する。
種別幕や停車駅案内は各社ごとに統一されているため、直通運転では境界駅で種別変更される。例えば東京メトロ有楽町線・副都心線および、それらと直通運転を行う西武池袋線・東急東横線・横浜高速鉄道みなとみらい線では「各停」であるのに対し、東武東上線では「普通」で統一されている。ほかにも停車駅によって2種類の「各停」に区別して運行している例として東急大井町線がある。
JR東日本の中央本線では、立川 - 大月間において中央東線の普通列車と中央線快速電車が運行されているが、下りの快速電車はすべて「各駅停車」と案内されているため、当該区間に限り「普通」と「各駅停車」が混在している。
JR西日本の琵琶湖線・JR京都線・JR神戸線では、通勤形車両を使用し各駅に停車する列車が「普通」、近郊形車両を使用し通過駅がある列車が「快速」であるが、高槻・京都 - 野洲・米原間と西明石（上り列車のみ。下り列車は明石から） - 加古川・姫路間では快速が各駅に停車するため「普通」と案内している。ただし駅時刻表では途中駅から快速運転をする列車は、快速列車の色であるオレンジ色で表記している。
なお、新快速と学研都市線・JR宝塚線・湖西線の快速は、各駅停車区間でも普通表示には切り替えない。

### 普通車（列車種別）
普通列車・各駅停車を「普通車」と称する会社もある。多くの私鉄ではグリーン車等の特別車両を保有しないことから、この場合は車両や座席としての言葉ではなく、特急列車など優等列車に対しての普通列車という意味合いで慣例的に用いられているとされる。
関西地区では慣例として「普通車」という表現を使用する会社が多くあった。南海電気鉄道（南海電鉄）や山陽電気鉄道（山陽電鉄）では、現在でも案内放送などで用いられている。
南海電鉄においては、難波 - 岸里玉出間の複々線の西側2線を南海本線、東側2線を高野線が使用しているが、途中の今宮戎駅と萩ノ茶屋駅は、南海本線の列車が走る西側2線にホームがない。このため、両駅を通過する南海本線の列車は「普通車」、両駅に停車する高野線の列車は「各駅停車」と使い分けている。1968年（昭和43年）までは、南海本線の列車にも東側2線を走り両駅に停車する「各駅停車」、1970年（昭和45年）までは高野線の列車にも東側2線を走るが両駅を通過する「普通車」があった。

## 普通列車の愛称

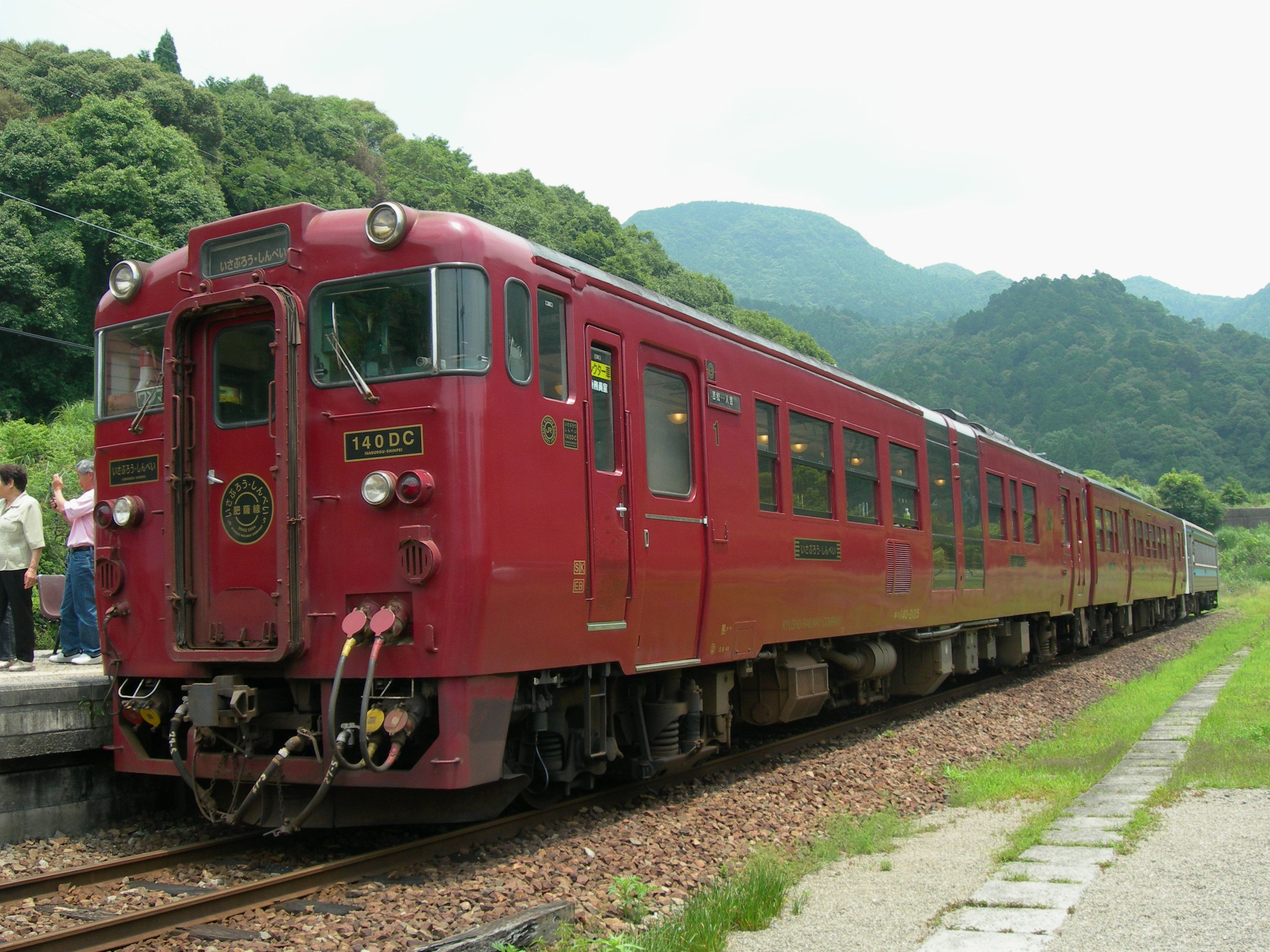
列車愛称を持つ普通列車の例：「いさぶろう・しんぺい」

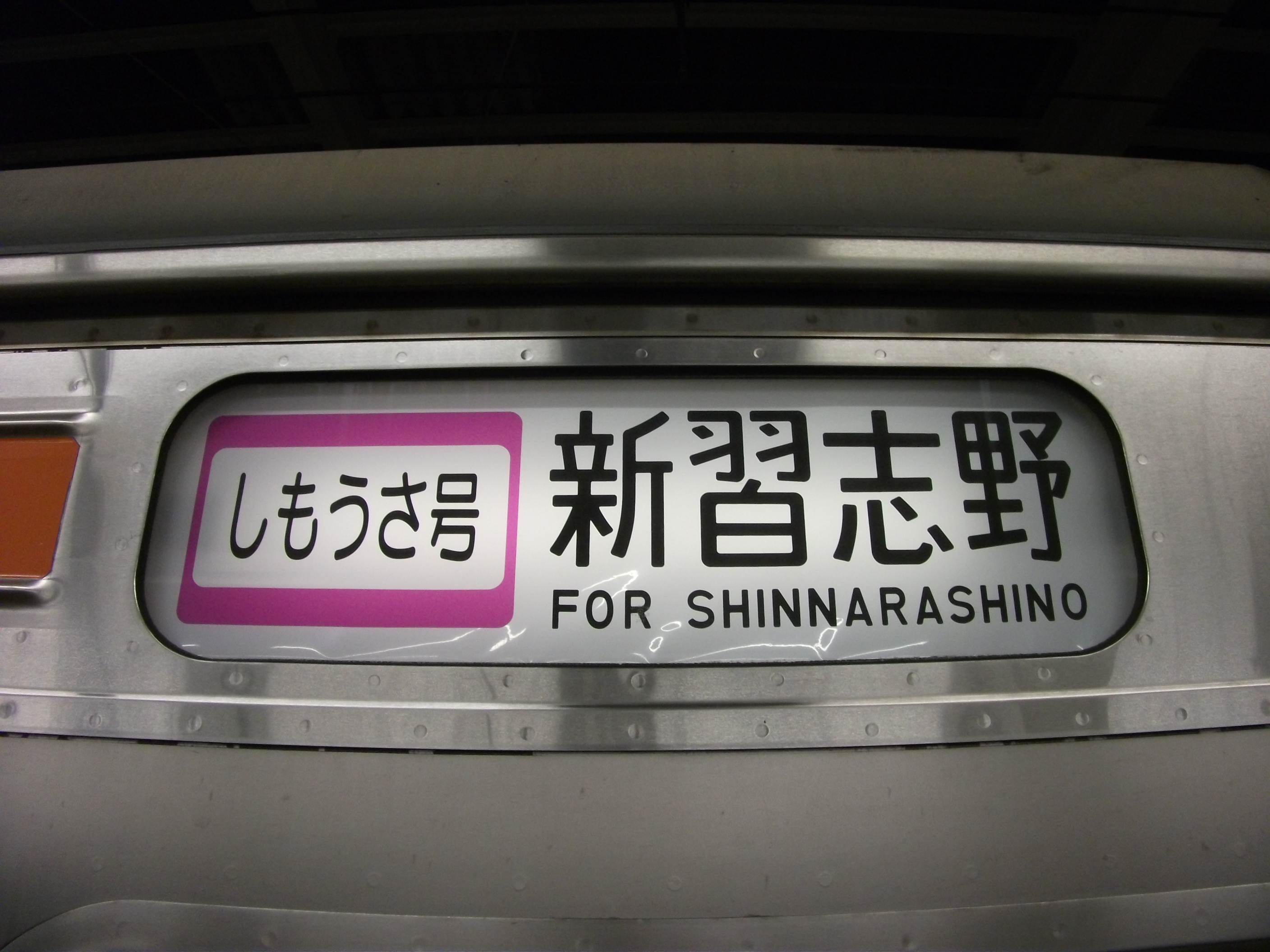
205系電車で運転されていた当時の「しもうさ号」の方向幕（2010年12月）

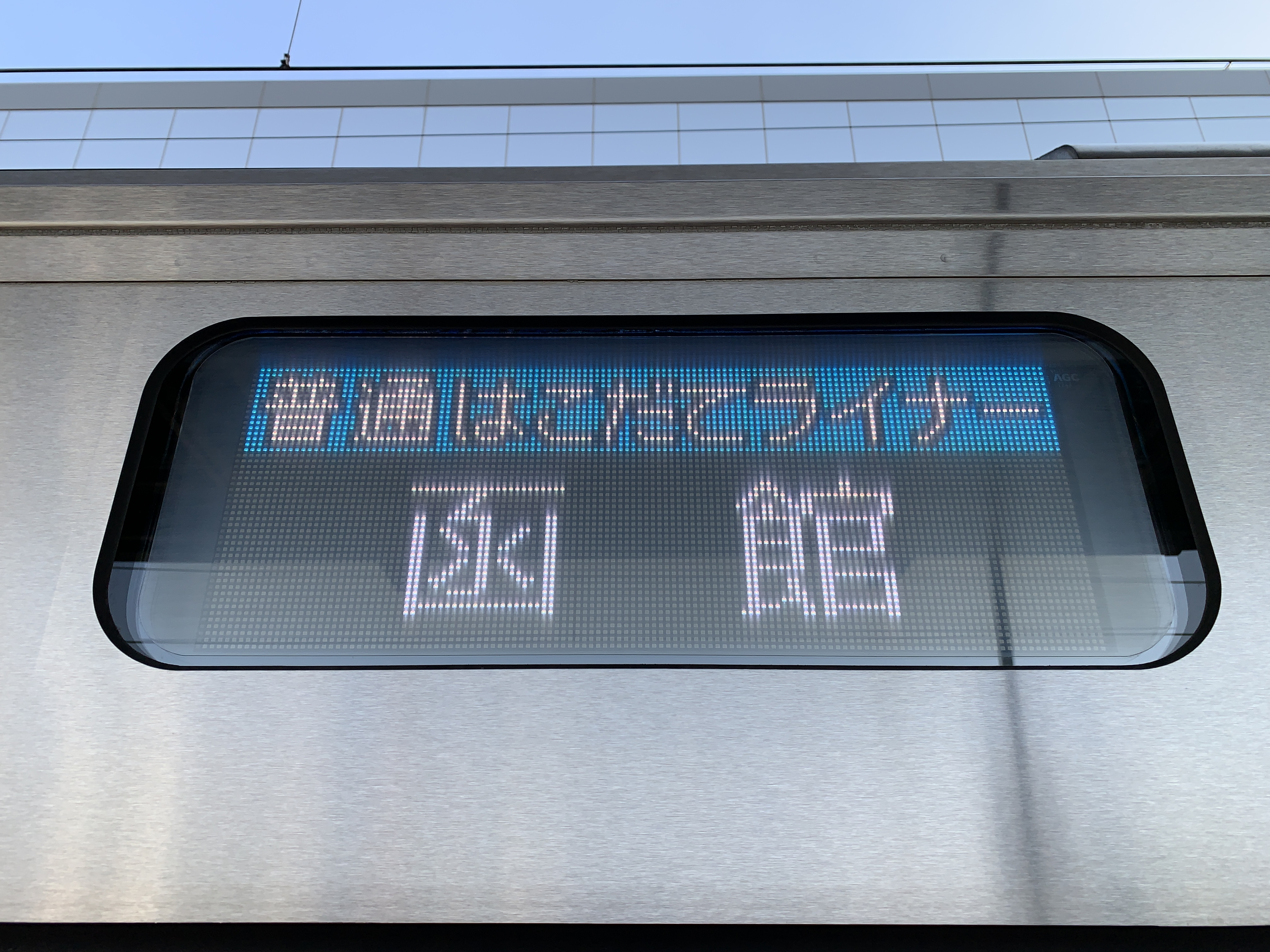
733系電車により運行される「普通・はこだてライナー」の行先表示（2019年4月）

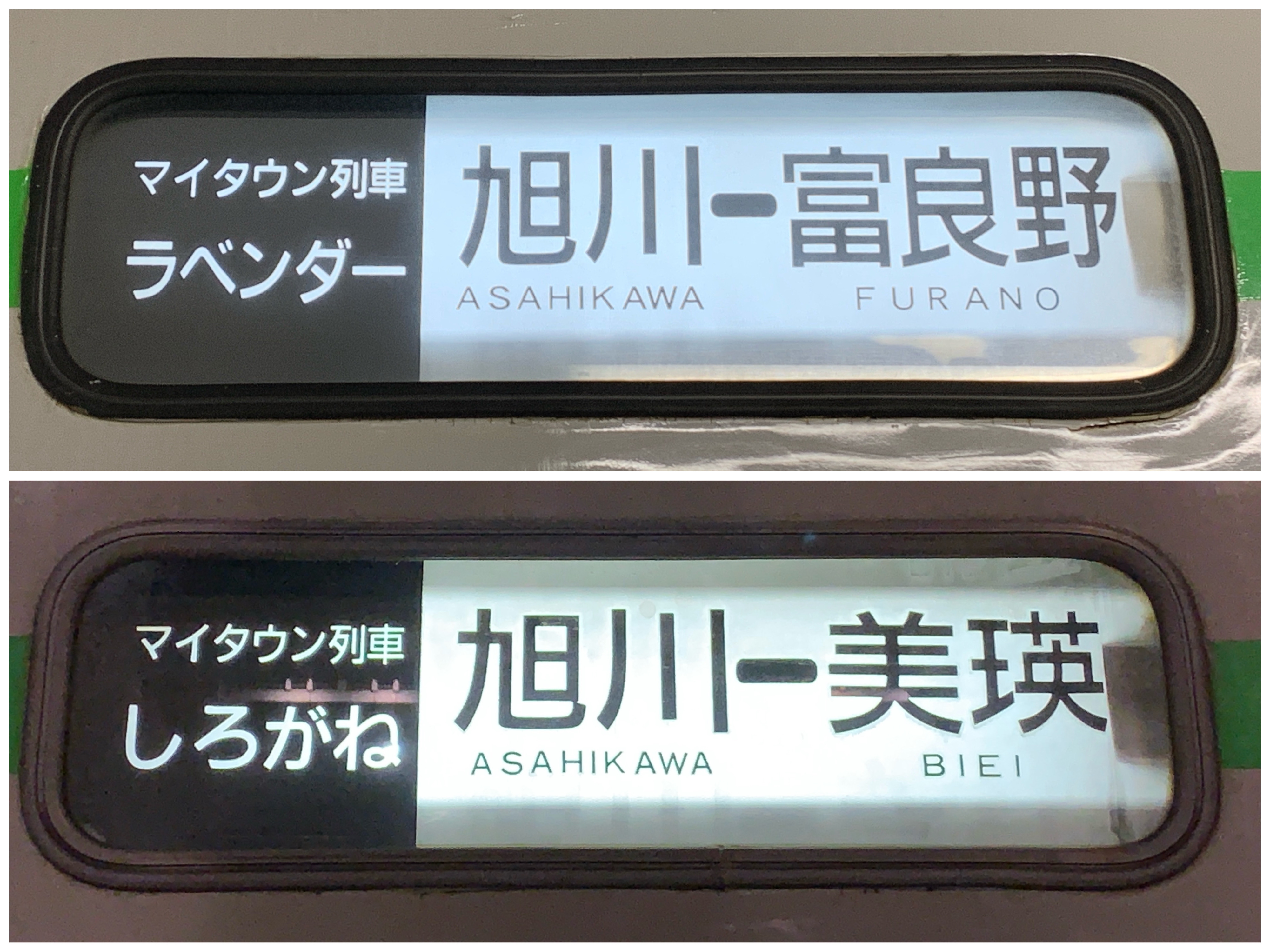
かつてJR富良野線で運用されていたキハ150形気動車の方向幕。富良野線の普通列車には運行区間により「ラベンダー」「しろがね」の愛称が与えられていた（2019年6月）

特急や急行とは異なり、基本的に普通列車に愛称はつけられないが、例外として愛称のつく列車も存在する。
国鉄・JRでは、指定席車や寝台車が連結される列車には1974年（昭和49年）7月以降、指定席発券システムの管理上、指定券・寝台券発券の都合から種別のほかに列車名が付けられた。これに当たる最初の定期列車となったのが、「ながさき」・「はやたま」・「山陰」・「からまつ」である。なお、それ以前は指定席車や寝台車連結の普通列車は指定券や寝台券の購入の需要が沿線の地域に限定されていたため、列車愛称はなく、発券は手作業で行っていた。
この例では、2023年（令和5年）現在では「いさぶろう・しんぺい」と「エアポート」が該当する。
なお、北陸新幹線が「長野新幹線」と称された時代に新幹線列車に接続する列車として運行されていた「妙高」には指定席が存在したため、列車愛称を持っていた。
一方、全車自由席でも列車名がつけられる例としては「むさしの号」・「しもうさ号」・「はこだてライナー」などが挙げられる。また、国鉄時代の最末期に当たる1986年11月1日国鉄ダイヤ改正では当時の旭川鉄道管理局が旭川・北見近郊エリアの普通列車を「マイタウン列車」と称し、運転線区や区間毎に沿線の名所に因んだ愛称を付けたことがあった。「マイタウン列車」の案内呼称は民営化後の1990年代頃まで続いた後、愛称名のない「普通列車」として案内されるようになったが、当時の名残でキハ150形気動車の方向幕の一部に2010年代頃まで「マイタウン列車」の表記が残存したケースがあった。
そのうち特異な存在としては、2018年（平成30年）まで横須賀線・総武快速線の成田空港行き快速列車のみ「エアポート成田」の愛称を名乗っていた例がある。

## 夜行普通列車
道路が十分に整備されておらず、鉄道以外の公共交通機関が未発達だったころは鉄道が中・長距離輸送の主力であった。まだ新幹線がなく、単線・非電化の路線がほとんどであった時代は、深夜の時間帯でも一定の旅客需要があったことから、主要幹線では二等車（後に一等車に改称、現在のグリーン車）を連結した夜行普通列車も数多く運転されていた。
また、都市間連絡の利用に対応するために寝台車が連結されていた列車もあり、マルスシステムで寝台券を発券が可能になった1974年（昭和49年）に「ながさき」「はやたま」「山陰」「からまつ」などのように列車愛称が付けられていた列車もあった。
夜行普通列車は全区間通しあるいは一部区間のみで乗車する場合もあったほか、同じ区間を並行する特急・急行・寝台列車などを末端部分で補完するような場合もあった。特に速達列車が停車しない駅に早朝に到着したい場合などに、速達列車からの乗り換えなどにより対応していた。
大部分が国鉄時代に廃止されたが、JR化後も残った列車（JR北海道のミッドナイトなど）もあり、「ムーンライト」などの夜行快速列車などに受け継がれることになる。

## 使用車両

### 日本国有鉄道・JR

#### 概説
1872年（明治5年）の鉄道開業以来、旅客輸送は機関車が牽引する客車列車が担っていた。電車や気動車の実用化後もこの状況は変わらず、電車は大都市近郊区間の運用が主体であり、気動車も連結両数の制約などから長距離運転には使用されず、非電化区間における比較的短距離の列車に使用されるのみであった。
1950年（昭和25年）に80系電車による長距離電車列車の運転開始と1953年（昭和28年の）総括制御運転が可能な液体式気動車キハ45000系の量産開始を契機として、動力分散方式が推進された。その結果、新性能電車や準急形気動車が実用化された昭和30年代以降動力近代化計画が決定され、客車の新製は静粛性が追求される夜行列車用に限られ、普通列車用の車両には電車・気動車が新製されることとなった。非電化区間への気動車列車の投入は非常に好評で、製造両数を上回る投入希望に応えるため客車を改造した気動車（キハ08系気動車）も作られた。
使用車両は鉄道創業期には上等車、中等車の連結もみられたが、その後は現在の普通車に相当する三等車のみで編成される列車が一般的となり、一部の線区や列車でのみ二等車や二三等合造車が連結された。三等級制から二等級制への移行後、昭和30年代後半以降、多くの一等客車が二等車（現・普通車）に格下げされた後は、現在のグリーン車に相当する一等車を連結する普通列車はさらに減少した。国鉄分割民営化後はJR東日本が関東地区でグリーン車の運用線区を拡大している。
寝台車に関しては1985年（昭和60年）3月14日改正まで運用された京都駅と出雲市駅を結ぶ「山陰」を最後にB寝台車連結が廃止された。
普通列車のトイレについては、車両の改造などに費用が掛かるとして高度成長期以降もなお、汚物の自然落下、垂れ流し方式が持続した。1970年代に横須賀・総武快速線向けに量産された国鉄113系電車に初めて、新車段階から循環式トイレが装備されたが、地方では新車や特急・急行用車両が普通列車用として格下げ配備されるまで改善されることはなかった。

#### 客室構造・座席配置による区分
国鉄の普通列車に使われる車両（普通車）は座席配置により次のように区分される。
- 通勤形 - 客室に出入口を有し、縦型座席（ロングシート）を備え、通勤輸送に適した性能を有する車両形式のもの
- 近郊形 - 客室に出入口を有し、横型（ロングシート）および縦型腰掛（クロスシート）を備え、都市近郊の運用に適した性能を有する車両形式のもの
- 一般形 - 客室に出入口を有し、横型（ロングシート）および縦型腰掛（クロスシート）を備え、通勤輸送に適した性能を有する車両形式のもの[注 30]。

このほか、旧型客車、一部の旧型国電、酷寒地向け車両では、急行形に準じた客室仕切りを備えた客室構造の車両もある。

#### 電車
旧型国電（旧性能電車）には3扉ロングシート車、4扉ロングシート車、3扉セミクロスシート車、2扉クロスシート車があり線区の性格に適した座席配置の車両が使用された。
電車においても、客車と同様、線区によっては二等車・二三等合造車（一等車を経て現在はグリーン車）の連結がおこなわれている。座席は旧型国電では座席間隔の広いボックスシートの場合が多く、新性能電車では形式によってリクライニング機構の有無があるが、すべて回転クロスシートである。
なお、新性能電車の実用化後は一部の例外を除いて基本的に系列・車種ごとに運用されている。
国鉄では普通列車用でも最高速度や車内設備の違いなどから通勤形車両と近郊形車両に用途を二分し、運用も区別していたが、東日本旅客鉄道（JR東日本）ではE231系電車で初めて通勤形と近郊形の形式上の区別を廃止し、一般形電車として形式・区分を統一したが、E231系とE233系には通勤タイプと近郊タイプがあり、運用上の区別もされている。
地方では近郊形が主流であるが、導入する車種は基本的に定められていない傾向があり、後述のとおり特急形が使用される線区もある。過去には急行形が使用された線区もあった。通勤形については国鉄時代は仙石線など一部の線区でしか使用されなかったが、JR発足後は導入する線区が増えている（通勤形車両 (鉄道)#地方都市圏での導入も参照）。JR東日本では107系・701系・E127系といった3ドアロングシート車が導入され、これらはJR東日本の公式ウェブサイト上では通勤形に区分されているが、701系に至っては片道200kmを超える運用に充当されたこともあった。JR北海道では3ドアロングシート車である731系・733系・735系は通勤形に分類されているが、近郊形である721系と基本的に共通運用されており、JR東日本とは異なり、車種を分けているものの通勤形と近郊形の運用上の区別はされていない。
国鉄時代は車両置き換えに際して東京・大阪の大都市圏が優先されたため、地方（特に直流電化線区）では1980年代半ばまでは長らく旧型国電が使用され、それ以後も旧型車の置き換えに際しては大都市圏で使用された経年車両のうち比較的状態がよい車両を地方に転用していた。JR発足後もJR東日本とJR西日本ではこの体制は続けられている。例えばJR西日本では1990年代、山陽地区で運用されていた115系非冷房車の置き換えに、冷房車が比較的多かった103系を転用したことがある。転用された103系は2008年（平成20年）以降、呉線で使用される一部の車両を除き京阪神地区で使用されていた113系に置き換えられたほか、呉線で運用していた車両も2015年（平成27年）3月14日のダイヤ改正で227系に置き換えられ、運用を離脱した。JR東日本でも京浜東北線のE233系電車導入で余剰となった209系を房総地区（非電化線区の久留里線を除く）に転用し、113系と211系を置き換え、普通列車用の車種を209系に統一している。
1990年代の一時期、地方線区（特に東北・九州）でもロングシート車（701系、815系など）が導入されたが、後継車両でセミクロスシートに戻された事例もある（E721系、817系など）。

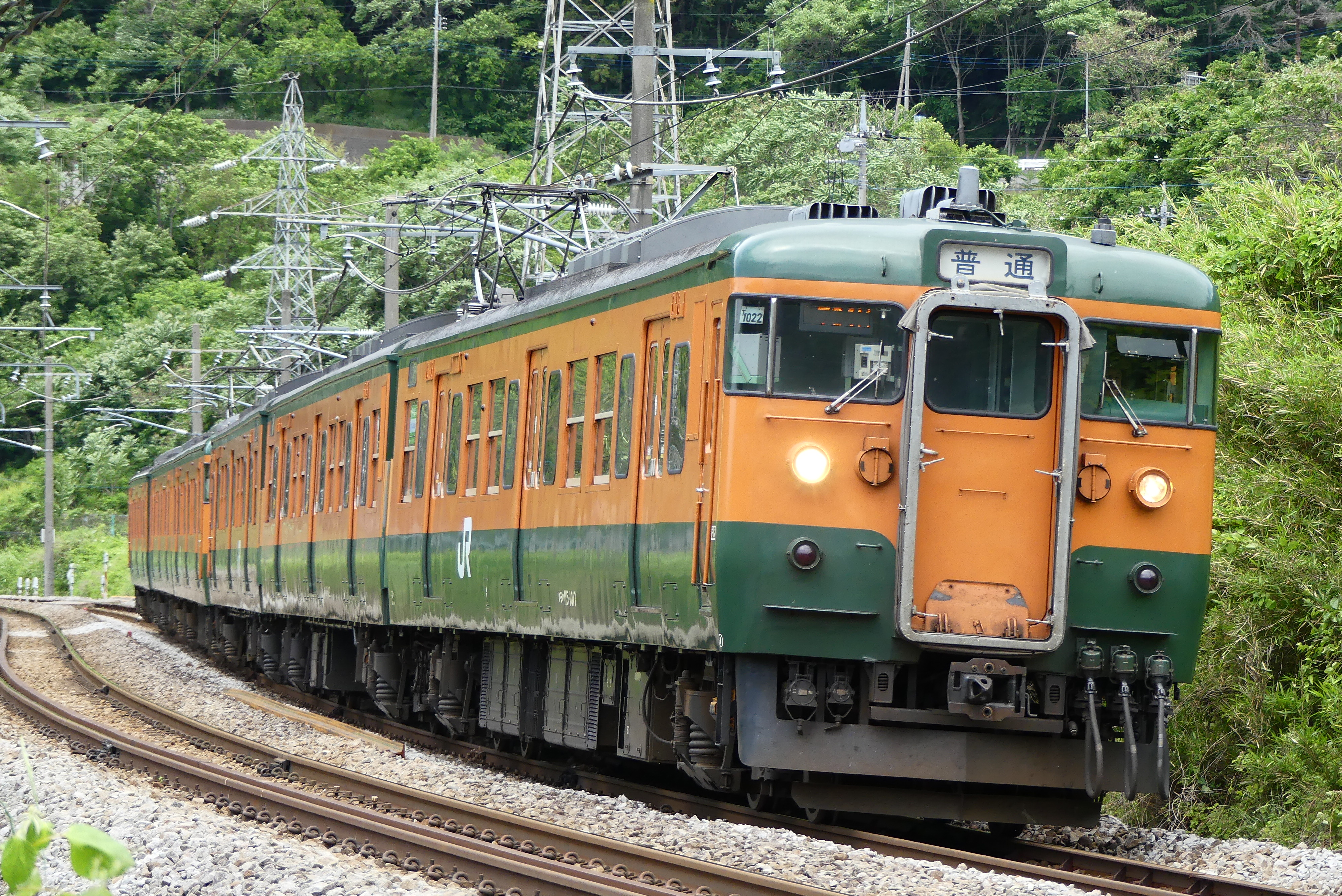
近郊形を使用する普通列車
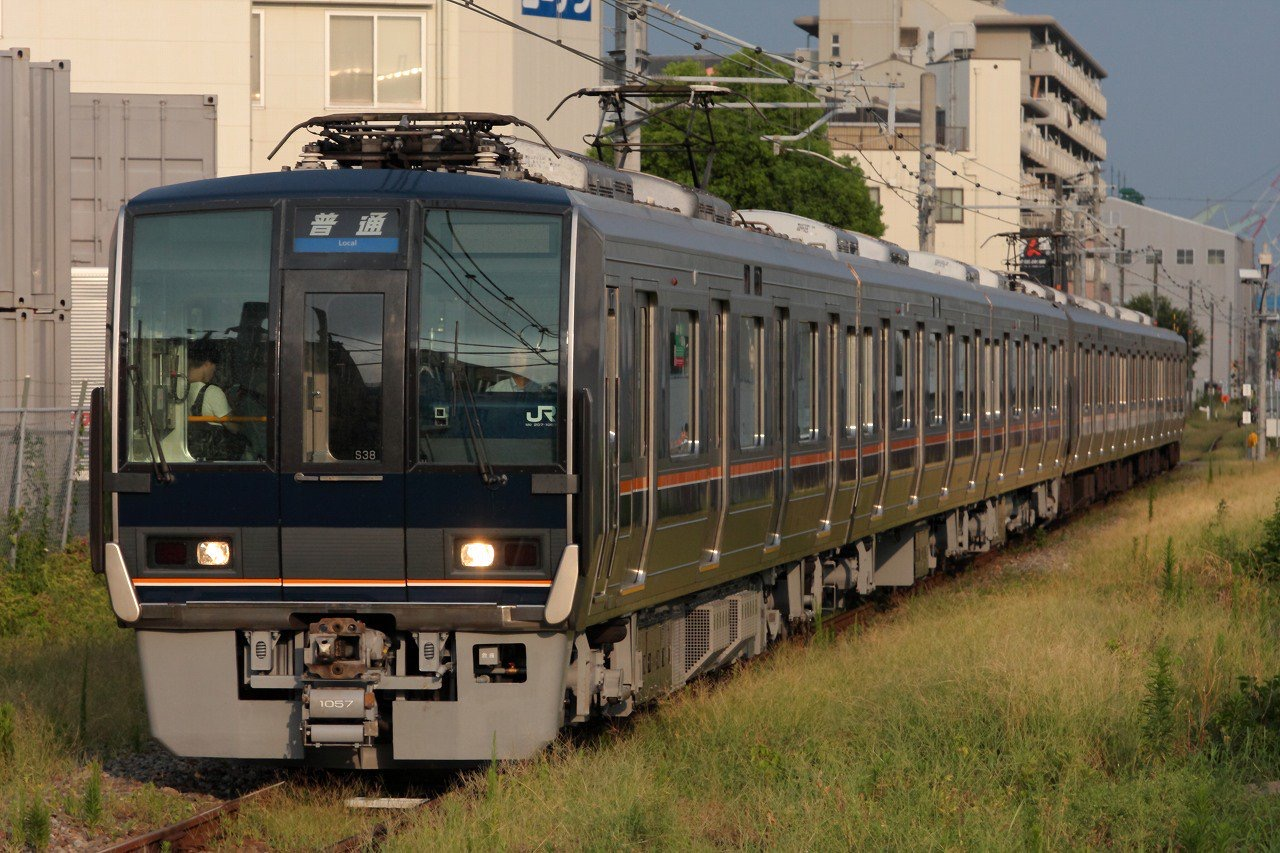
通勤形を使用する普通列車
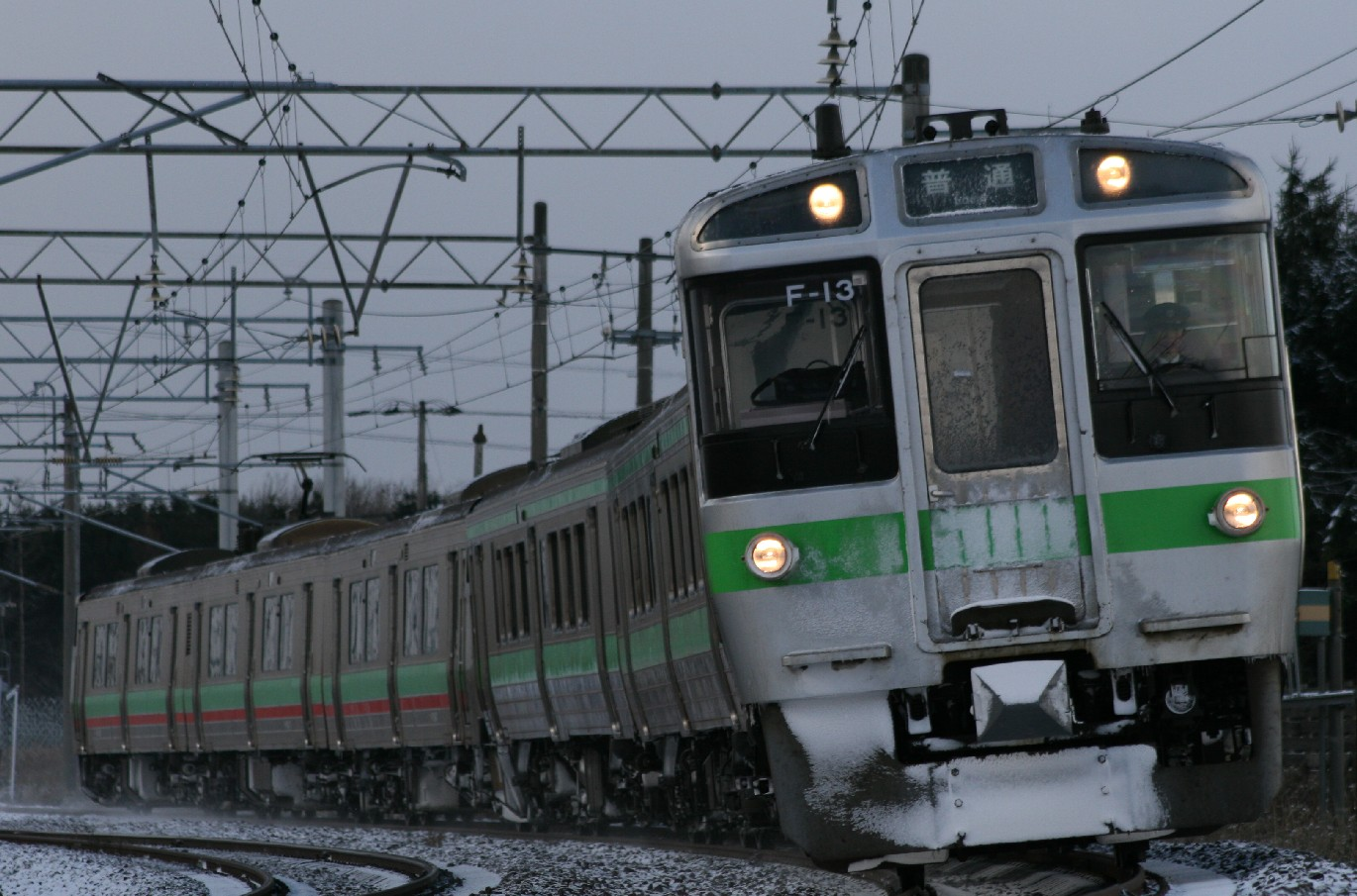
近郊形と通勤形が連結して運行される例

#### 気動車

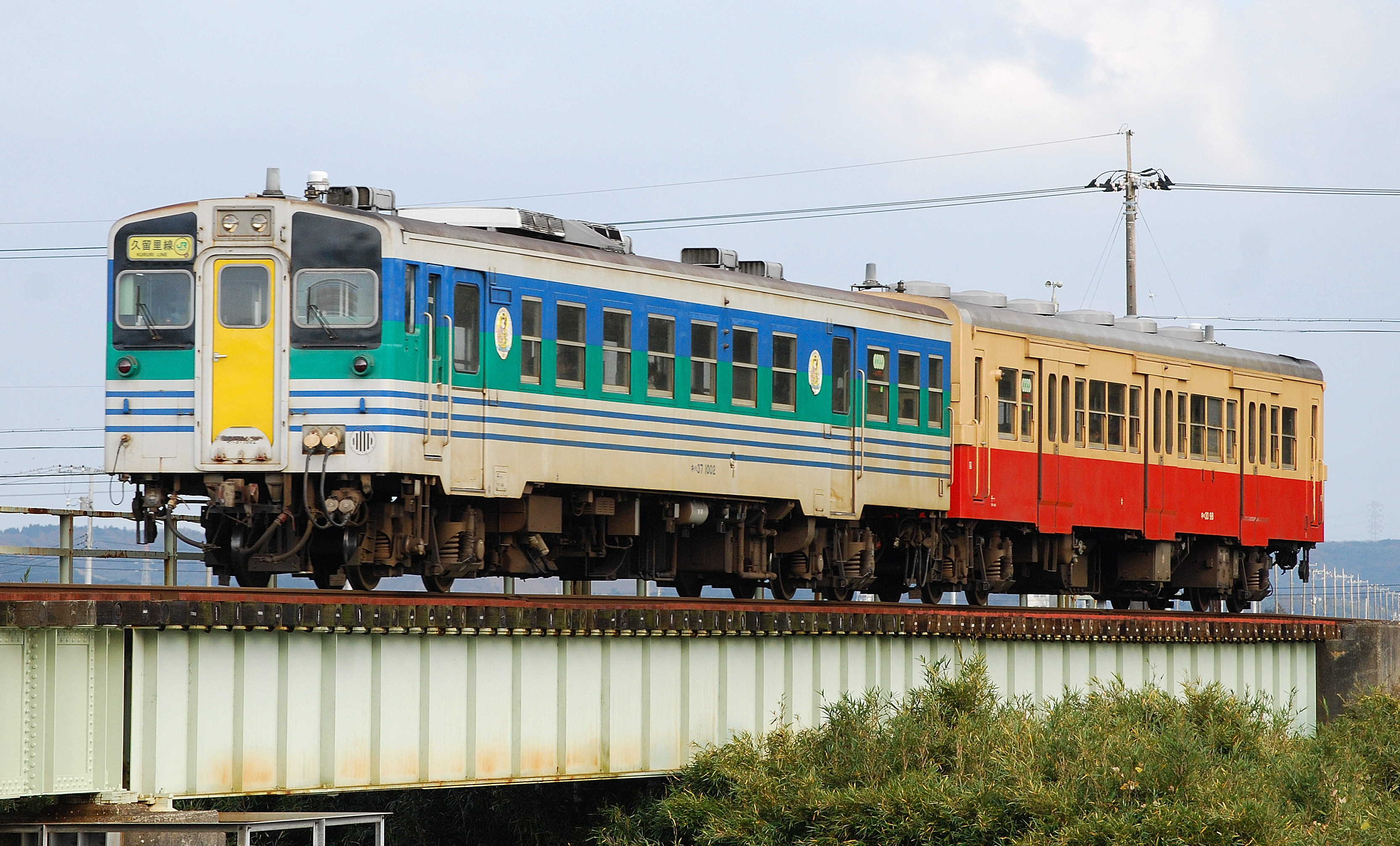
久留里線で運用されていたキハ37形とキハ30形

国鉄の気動車は蒸気動車を含めて、液体式気動車が実用化されるまでは、普通列車用であった。
液体式気動車で普通列車用に製造された車両は一般形（キハ10系、キハ20系）、通勤形（キハ35系）、近郊形気動車（キハ45系）があり、これら普通列車用の車両を一括して一般形気動車と呼ぶこともあるが、車種の分類は資料や文献によって相違しており、国鉄時代の普通列車向け気動車は厳密に車種を特定することは困難であり、制式に分類したものではなかった。実際の運用ではこれに加えて準急形、急行形の車両も使用されたため、塗色や形態、扉の位置や数、座席配置が異なる多種多様な形式が混結して使用されることとなり、そのような列車は「百鬼夜行」と形容された。これは国鉄時代の液体式気動車は特急形を除いて互換性が重視され、液体式変速機を持つものであればどの車両でも連結運転が可能な構造となっていたからできた運用である。もっとも、線区によっては、同一系列や同一形式が集中配置され、統一された編成で運用された例も見られた。
JR発足後に増備された車両の中には、電気指令式ブレーキや密着連結器を採用し、電車並みに性能が向上した車両もあるが、これらの車両は国鉄時代の車両とは併結できないため、在来車と運用が区別されている。

#### 客車

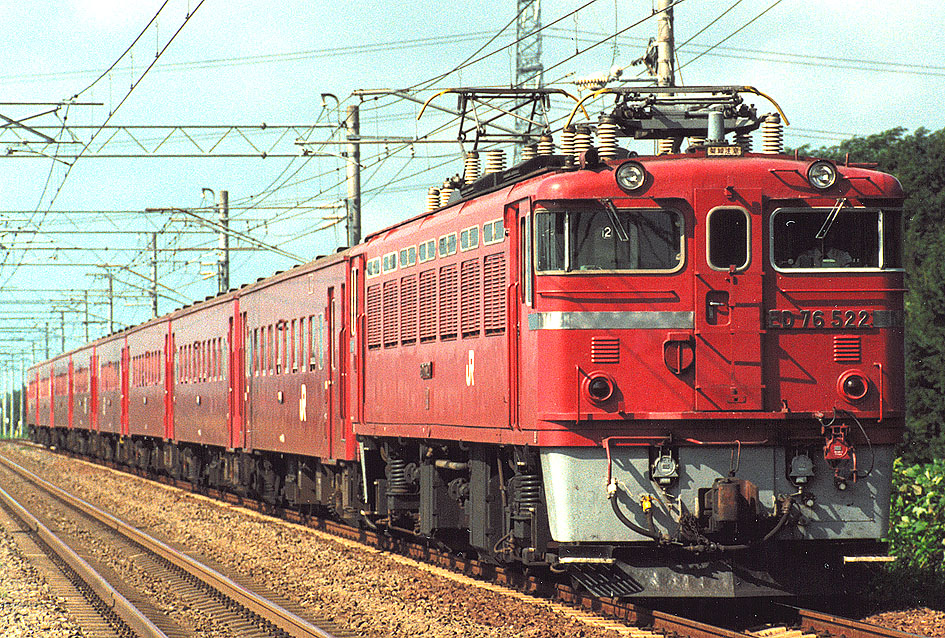
かつては各地で見られた客車による普通列車

鉄道開業時には、廊下のない個室式の客室構造の車両も見られたが、私鉄統合後の大正期からは車端に手動式の開き戸を備えた、客室仕切り（デッキ）があるクロスシート車が三等車の標準となった。20系客車にはじまる固定編成式以前の客車は特急用に専用の車両が製造される事例があったものの、基本的に優等列車と普通列車の二等車、三等車は共通であった。ただし、優等列車はその性質上、常に状態の良い車両を選定して使用していたため、最新形式、更新工事車などが優先的に使用され、普通列車用の車両は後継車に置き換えられた元優等列車用の車両を含め車齢の高い車両で運用されていた。そのため結果的に優等列車用車両と普通列車用車両では座席や台車の形式の違いによる乗り心地等の格差が見られた。
ただし、鋼体化改造車である60系客車の普通車は木造車置き換え用に、最初から地方線区へ投入されている。
これら、標準的な客車とは異なるものとして、通勤形客車がある。客車列車運用線区でも必要になった通勤・通学輸送に対応するため室内をロングシートに改装して、1963年（昭和38年）以降改造された。
このほか、変則的な車両として、格下車や終戦後車両不足に対処するため暫定的に使用された戦災復旧車、70系客車がある。
格下車は旧式化した優等車を三等車（現・普通車）に格下げしたものである。優等車の格下げ自体は車内設備の陳腐化・老朽化に応じて行われていたが、戦時体制強化による優等列車廃止と1960年代に行われた一等車（三等制時代の二等車、並ロ）の格下では多くの車両が格下げされた。後者の事例では、座席は一等車時代そのままであったため、いわゆる乗り得車両となったが、数年で再改造され消滅した。同様な例として特急用三等車（特ハ）の普通列車転用事例でも特急時代の座席がそのまま残されることもあった。
なお、10系以前の客車については「一般形客車」、「在来形客車」、「旧型客車」と呼称されることもあるが、20系客車以降の客車との対比で使われたもので、規程上の正式な呼称ではない。
1970年代半ばごろから長らく使用され老朽化が目立つようになった旧型客車の置き換え用に1977年（昭和52年）から50系客車が製造され、交流電化線区や非電化幹線を中心に使用された。旧型客車はデッキを有する2扉クロスシートで通勤輸送に難があり、また、手動ドアで安全性にも問題があったため、50系はドア幅を拡大の上自動式とした。客室仕切りは設置されたが、座席配置はセミクロスシートを採用しドア付近をロングシートにして混雑時にも対応できるようになっている。
なおドア付近をロングシートとしたセミクロスシートの座席配置は混雑対策として1940年代にマハ29やスハ36で既に採用されたことがあり、1960年代にも60系客車の一部がセミクロスシートに改造されている。
さらに、12系急行客車も座席をセミクロスシートとする「近郊化改造」などの改造を行い普通列車に投入された。
その一方で、客車列車の電車・気動車列車への置き換えも進行し、客車による定期列車は各駅停車では2001年（平成13年）10月の鹿児島本線と筑豊本線を最後に、快速列車では2002年（平成14年）11月の「海峡」を最後に廃止された。
こうして、かつては国鉄線の大部分で運行されていた普通客車列車は、動力分散方式への移行により消滅し、2016年（平成28年）時点での定期列車においては客車の普通列車は設定されていない。

#### 特急形・急行形車両の使用
急行形車両は、その祖である一般的な三等客車（現・普通車）と同様元々普通列車に使用される機会があったが、急行充当車においても間合い運用や一部の区間で普通列車として運行される例も見られた。急行列車の廃止・削減などで減少すると、余剰となった車両を有効活用する観点から、格下げされて地方線区で使われた。最後まで急行形車両が使用されたのは北陸本線であり、2015年（平成27年）3月14日のダイヤ改正で413系と編成を組むクハ455形700番台2両を除いて全車運用を離脱した。
特急形車両は1970年代半ばまでは特別な存在であったため、普通列車には原則として使用されなかったが、1970年代半ば以降は急行列車の特急格上げにつれて一部の地域では特急形車両による間合い運用による普通列車や一部の区間で普通列車として運行する列車が設定され、185系や373系のように間合い運用で普通列車にも使用することを想定した車両も導入された。
中には格下げで使用された例もある。例として、四国旅客鉄道（JR四国）ではキハ185系の格下げ改造車が使われている。過去には常磐線いわき - 富岡間の一部の普通列車には651系が充当されていたほか、信越本線長野 - 直江津間の普通列車「妙高」は新幹線連絡列車であった性格上、指定席車設定の観点から特急形電車である183・189系が使用されていた。

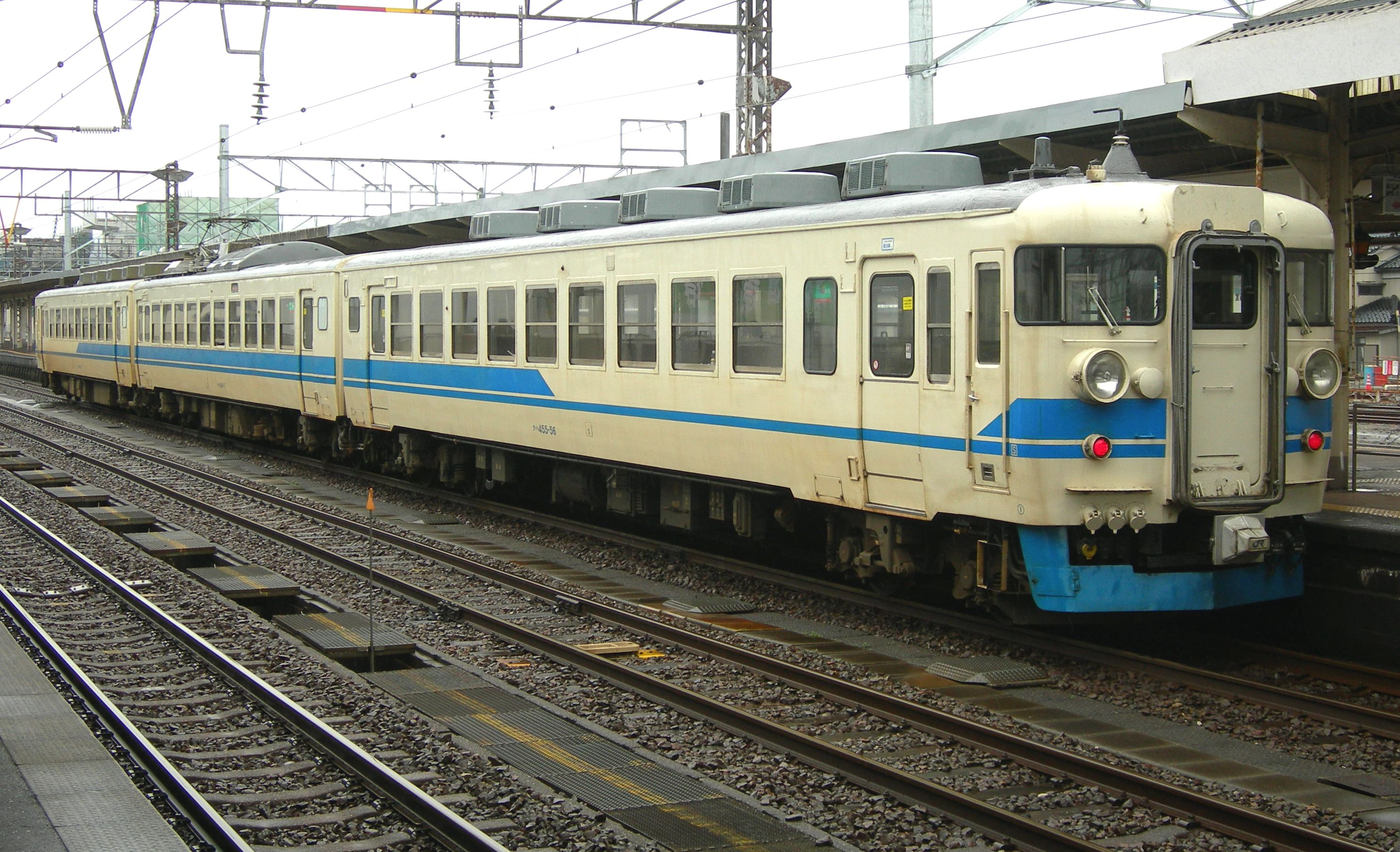
急行形車両を使用していた北陸本線の普通列車。
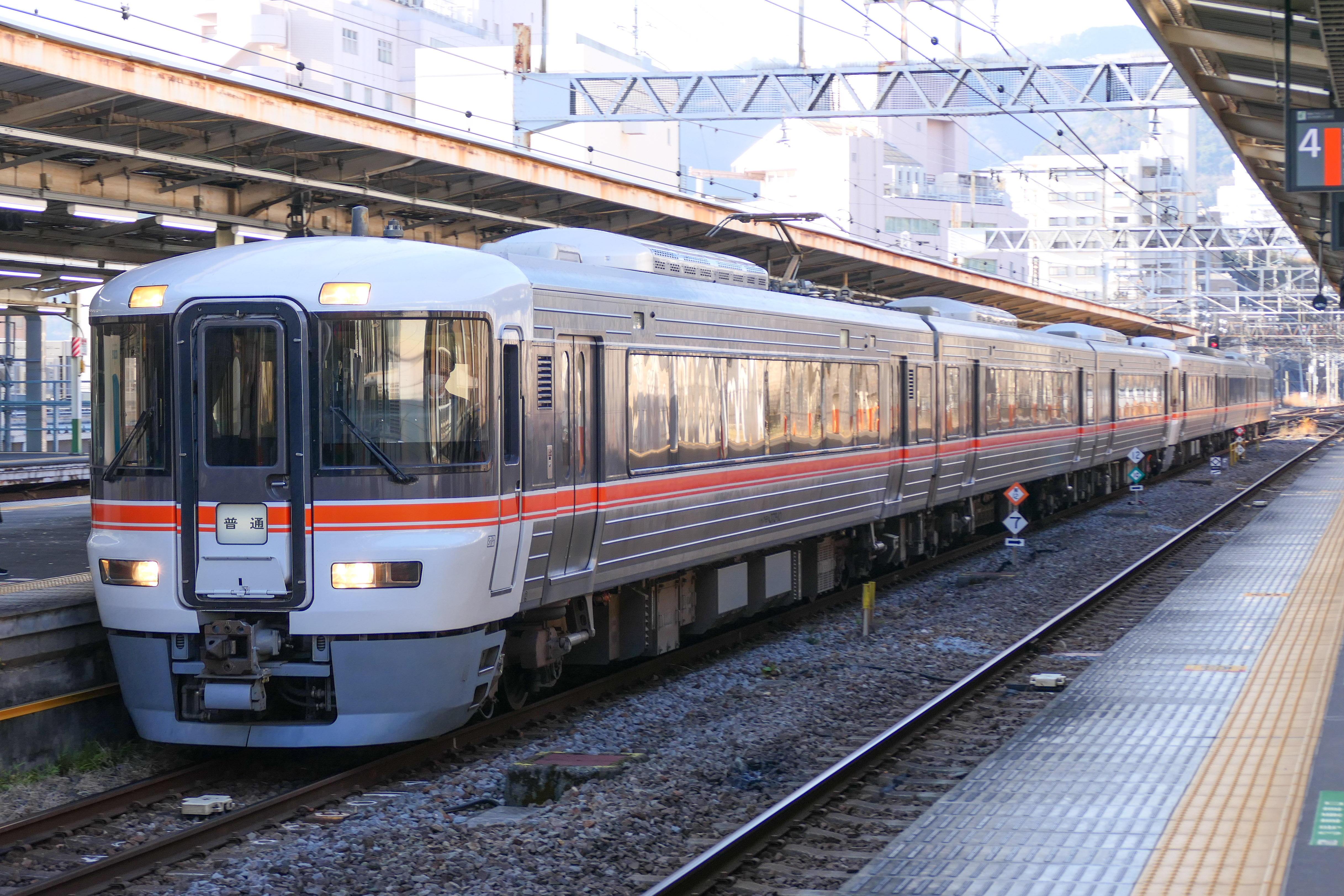
373系による東海道本線の普通列車。
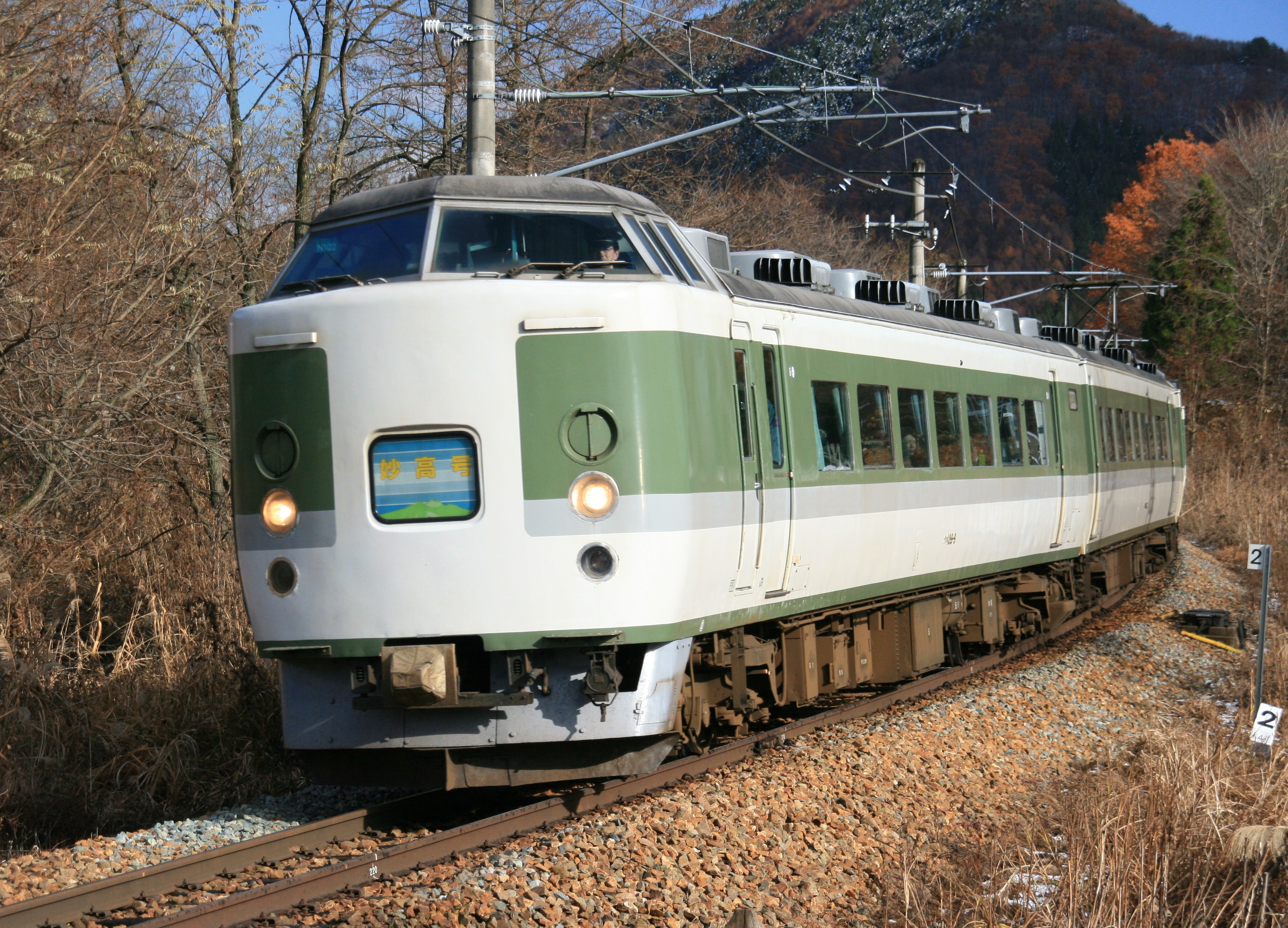
特急形車両を使用していた普通列車「妙高」。
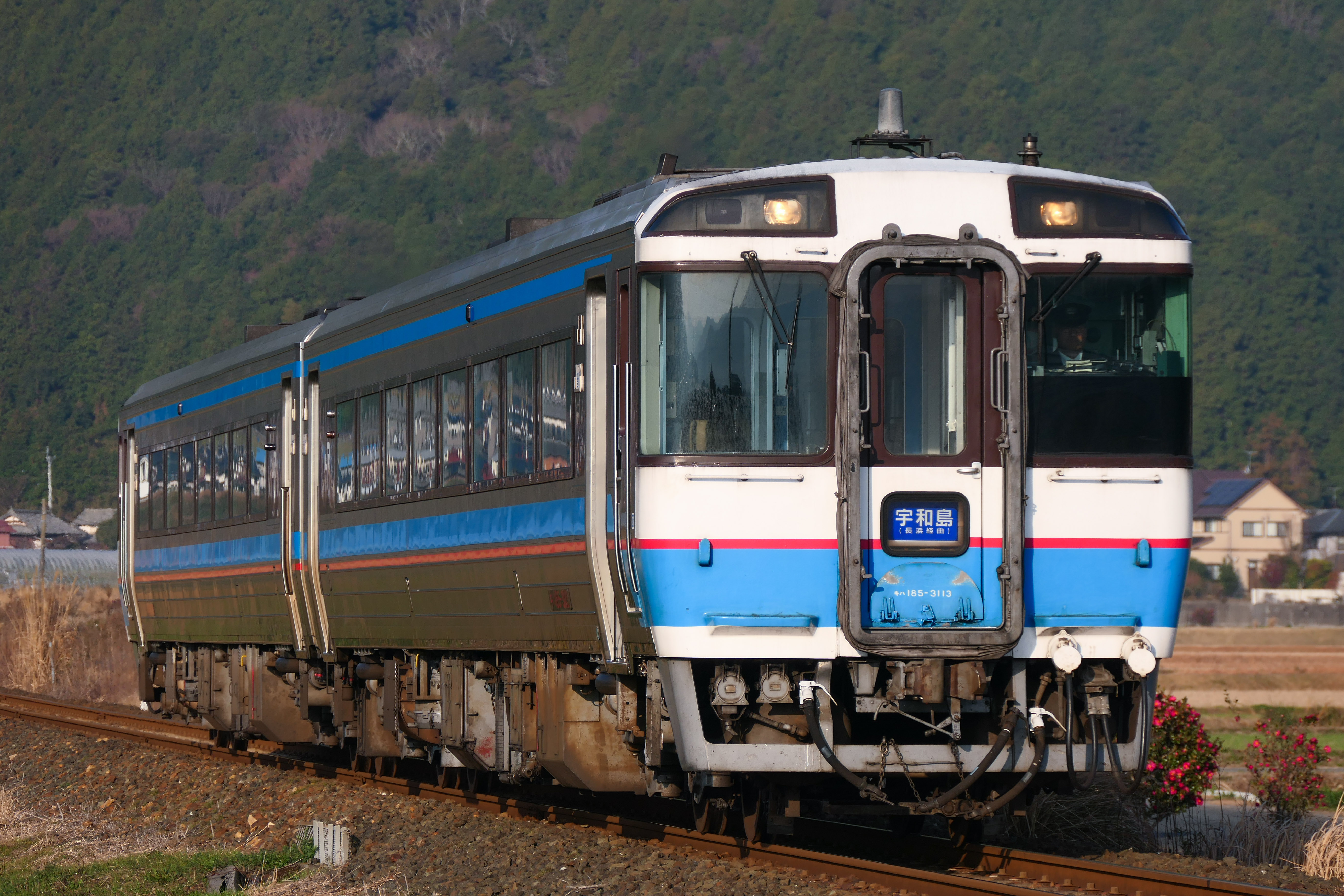
普通列車用に改造したキハ185系3100番台。

### 私鉄
私鉄では特急や一部の急行といった優等列車とは異なり、基本的そのほかの車両（一般車両）が使用されるが、料金不要の優等列車を運行している私鉄においては入出庫の関係上、優等列車用車両が使われる場合がある。また、優等列車用だった車両が優等列車の運用を離脱した場合、格下げされて普通列車に使用される場合があり、中には通勤形車両に近づける改造をする車両もある。
例外的に専用の車両を使用する例として、阪神電気鉄道では本線においては普通列車に適した性能を有する専用の車両（ジェットカー）が使われる。かつては京阪電気鉄道でも普通列車・区間急行用に適した性能を有する専用の車両である2000系を保有していた。同様の事例として、京王帝都電鉄（現・京王電鉄）では京王線系統においては各駅停車には長らく緑色に塗装された2010系以前の車両（グリーン車と呼ばれた）が使用されていた。これは急行系列車には状態の良い車両を使用し、各駅停車には後継車両の増備で捻出した車両を充てていたためである。また、その置き換え用である7000系は2001年（平成13年）3月のダイヤ改定で車両の運用方針を変更するまでは各駅停車運用に用いる車両とされていたが、阪神とは違い性能面では6000系などと大差はなかった。東急東横線においても8000系が8090系導入後は長らく各駅停車専用で運用されていたが、2001年（平成13年）3月のダイヤ改正で急行・特急運用が復活しており、2007年（平成19年）の全廃まで種別を制限することなく使用された。2013年（平成25年）3月からは各駅停車が停車する駅のホーム有効長の関係もあり、8両編成の車両に制限されている。
一方で優等列車と普通列車で使用する車種が定められていない私鉄もあり、富山地方鉄道では観光路線であることと優等列車との兼ね合いで2ドア転換クロスシート車や回転クロスシート車が使われているが、特に明確な区分はしていない。ただしロングシート車である17480形は原則として特急運用には充当されない。名古屋鉄道でも1975年（昭和50年）までは着席通勤と優等列車への使用を前提に2ドア転換クロスシート車が導入され、種別ごとに使用系列を限定して運用していたわけではないが、最新の系列のみが特急列車に使用され、後継車両の増備につれて次第に普通列車にも運用されるようになっていたため、「特急用」「一般用」などといった用途分類の概念がなかったが、1975年（昭和50年）に本格的な通勤車両の投入、1984年（昭和59年）に8800系（パノラマDX）等の座席指定特急車両の投入と特急施策の変更により用途が分かれ、現在、座席指定車両を含む編成が普通運用に就いた場合は、座席指定車両は締切扱いとなる。

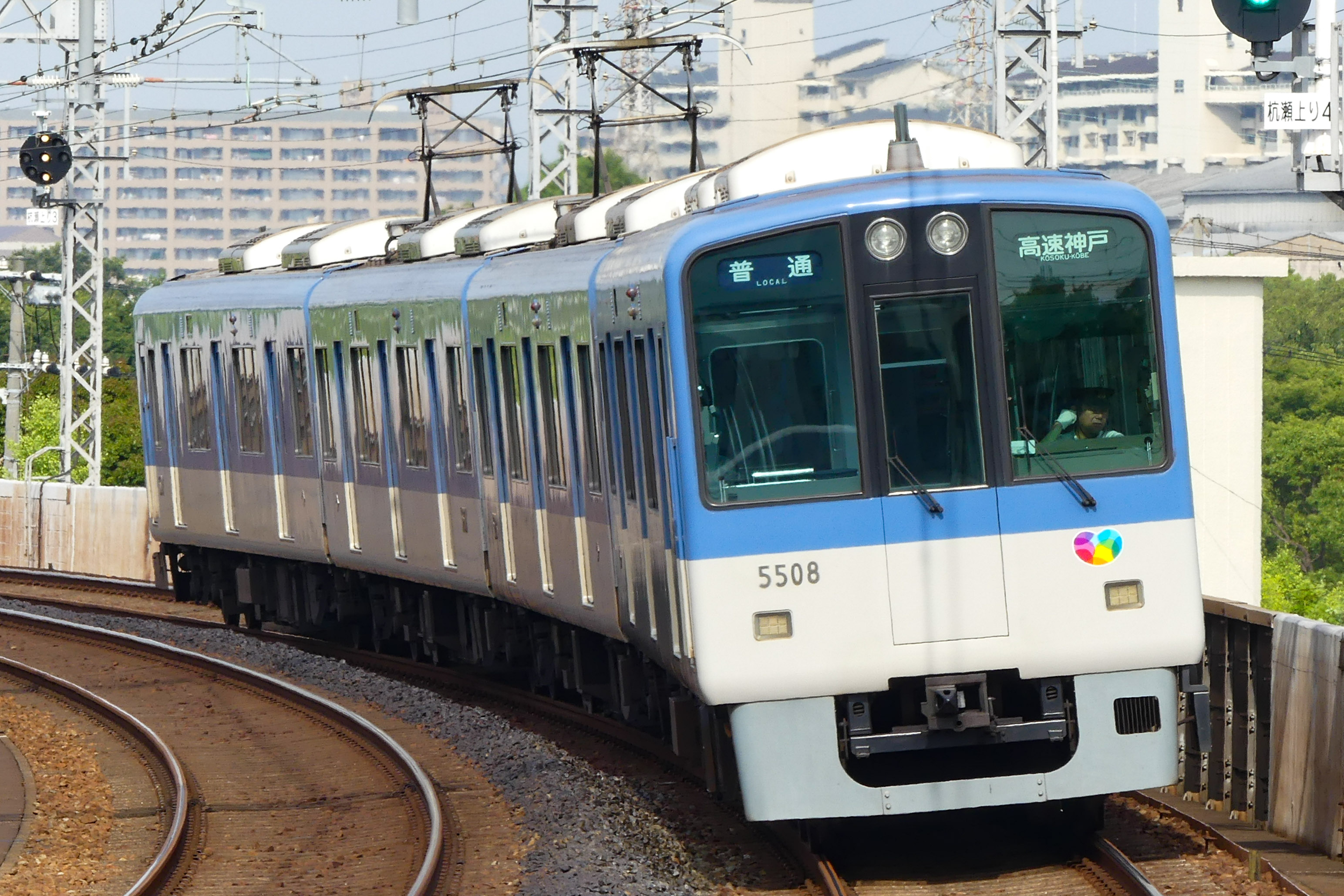
阪神の普通列車（5500系）
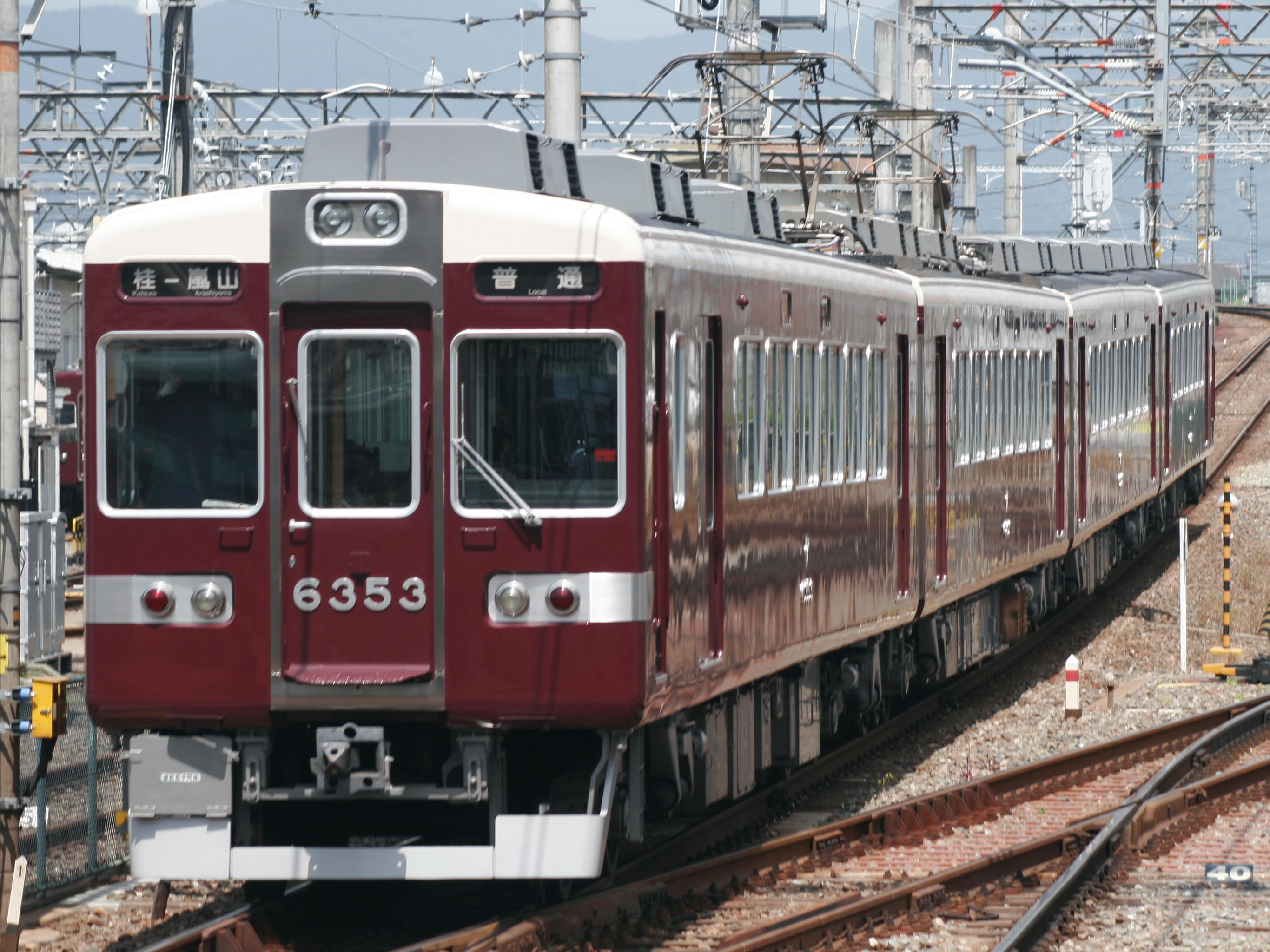
阪急嵐山線の普通列車は元特急形車両である6300系を使用する
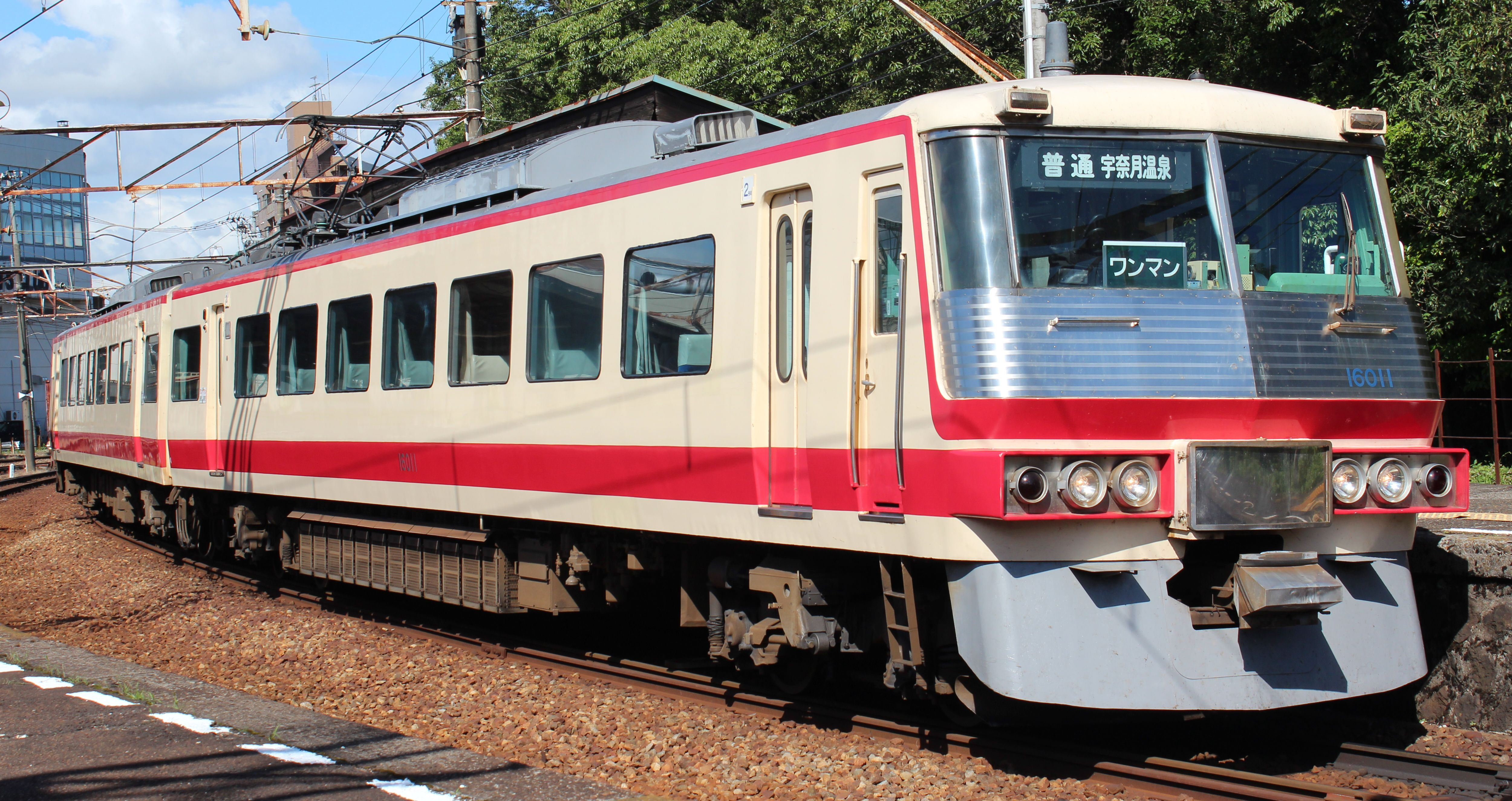
普通列車にも使用される富山地方鉄道16010形

## 日本国外で普通列車に相当する列車種別
日本国外の列車に日本の列車種別を一概に当てはめることは難しい。国によっては、速達性や接客設備の差によって列車種別毎に異なる運賃体系をとっており、日本の列車種別に該当しない列車もある。それでも、運賃が格安な種別や、各駅に停車する種別を日本の普通列車と同類の列車として扱う傾向がある。

### 台湾
台湾の台湾鉄路管理局（台鉄）では普快車と区間車・区間快車が普通列車に相当する種別である。普快車と区間車は各駅停車、区間快車は快速に相当する種別である。台鉄は列車種別毎に異なる料金体系を用いているが、普快車は冷房のない鉄道車両（非冷房車）を、区間車は冷房付き車両を使用するため、普快車と区間車・区間快車とで運賃に格差がつけられている。これらの列車は非対号列車と呼ばれており、全席が自由席となっている。なお、区間車・区間快車と同額の運賃を用いる列車に復興号があるが、こちらは対号列車（全席座席指定席の列車）なので優等列車として扱われている。

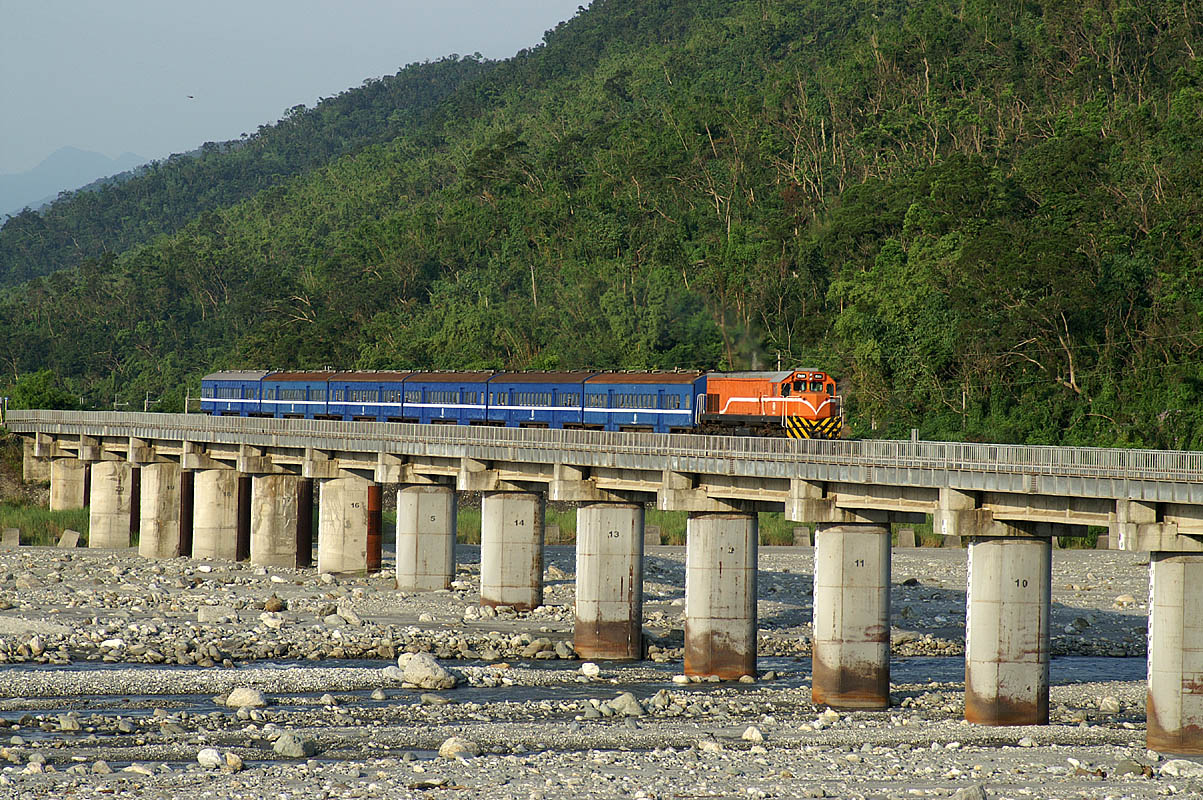
普快車
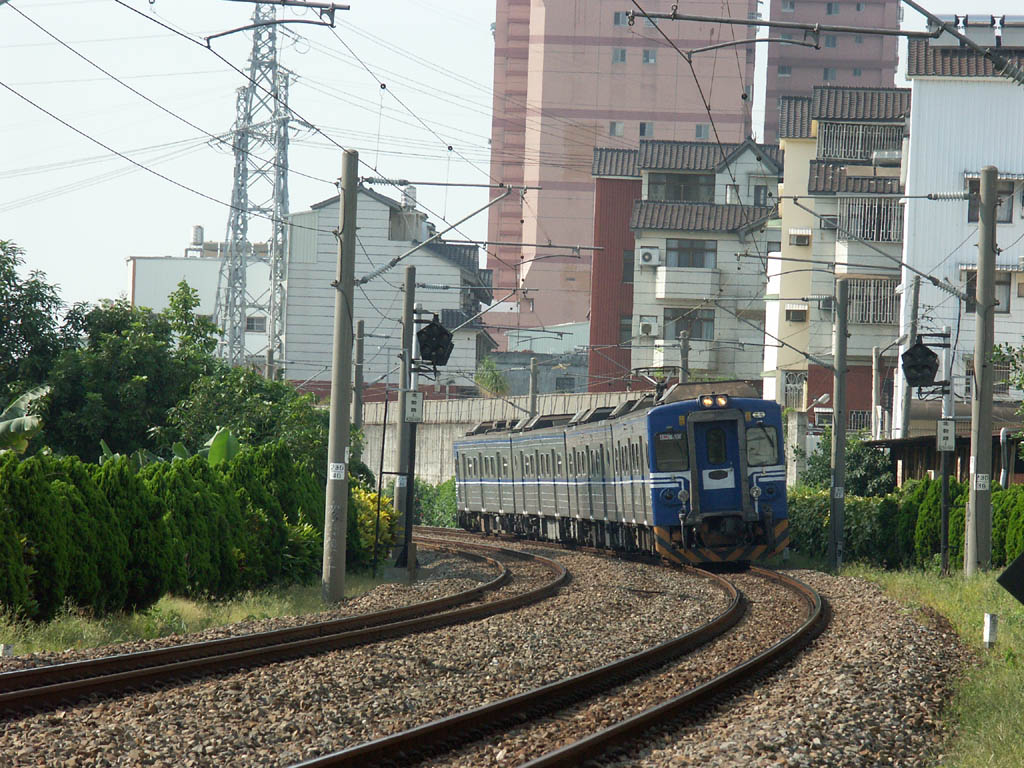
区間車
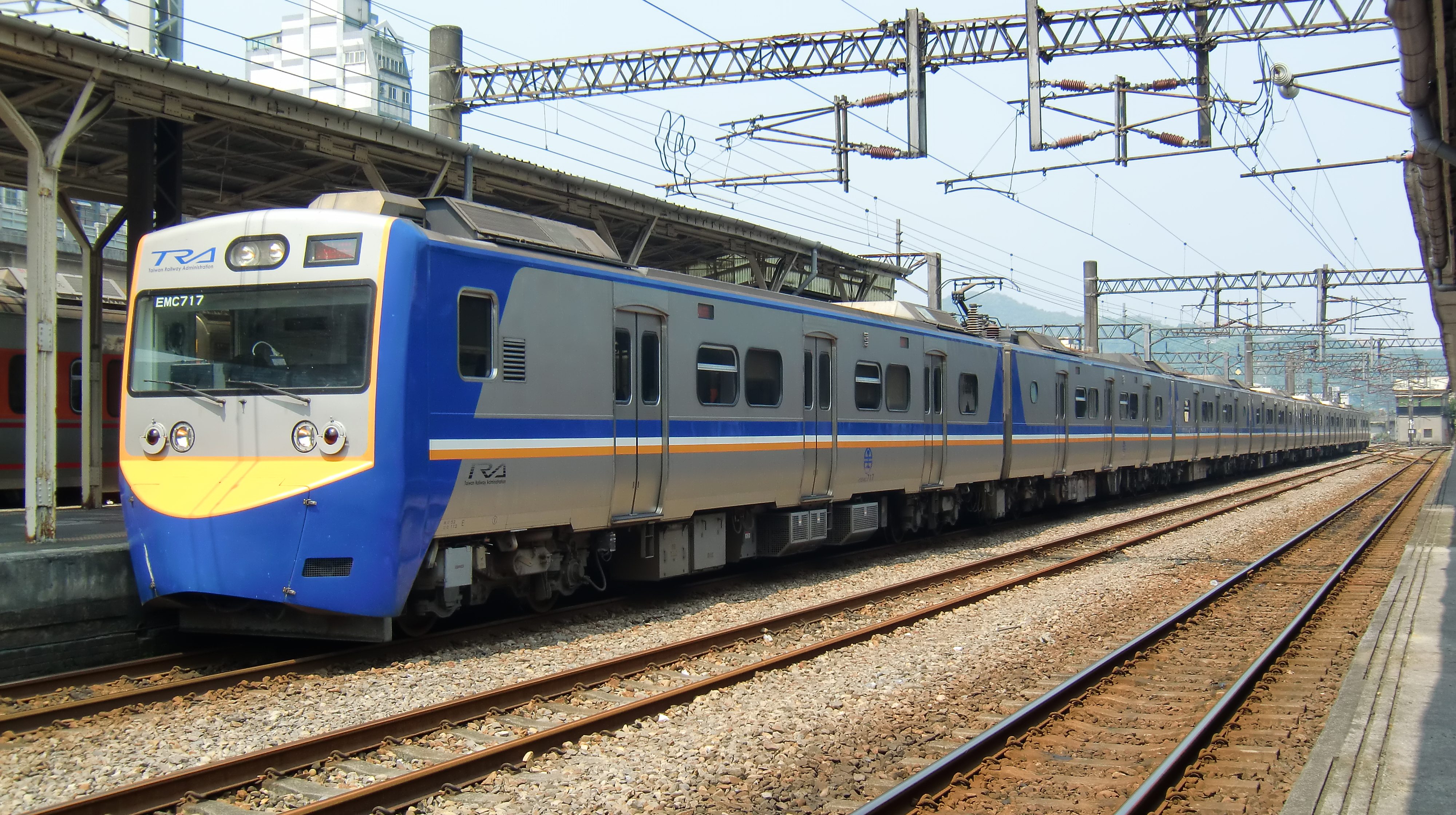
区間快車
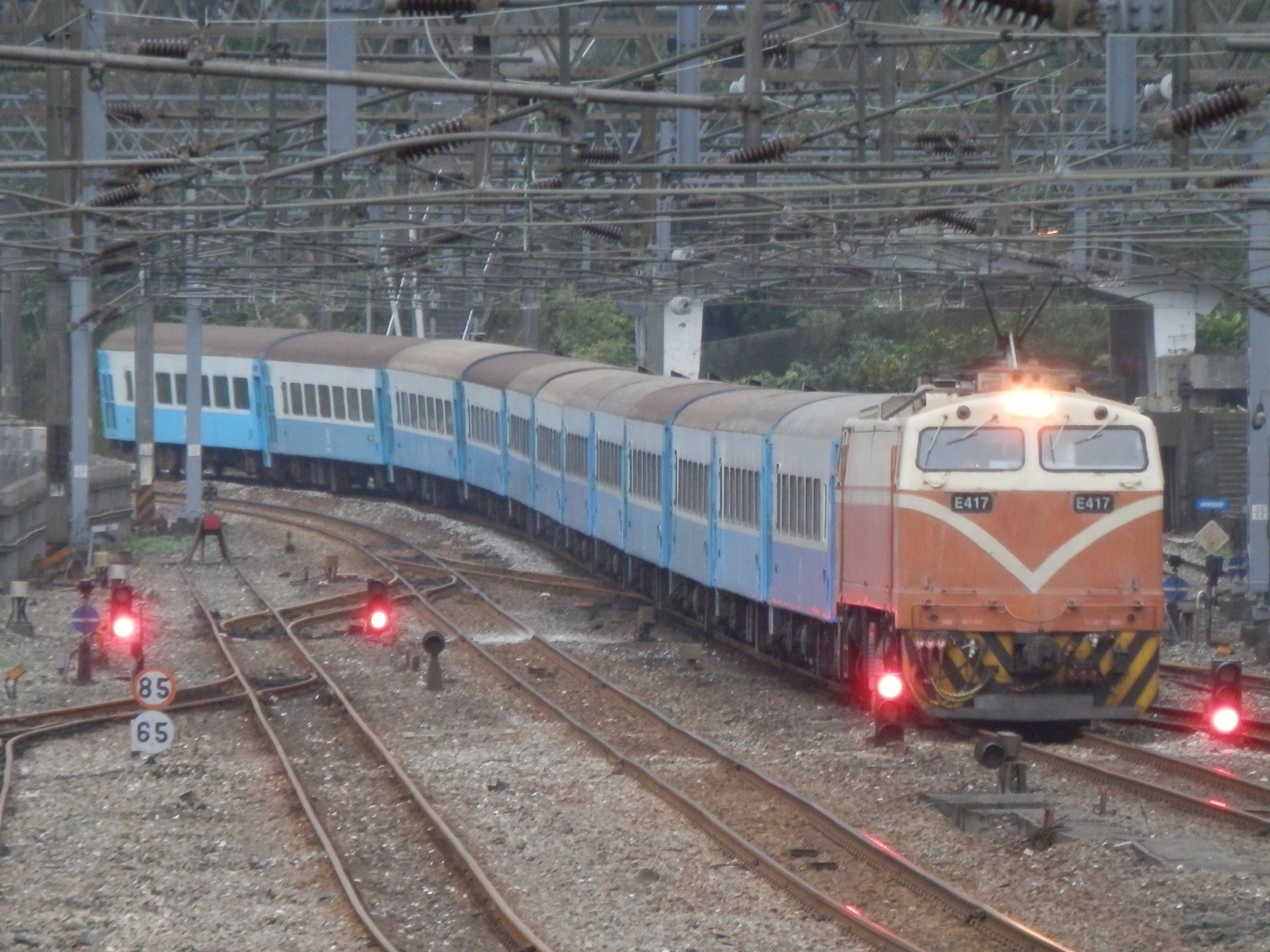
区間車・区間快車と同額運賃の復興号

### 韓国
韓国鉄道公社（KORAIL、旧鉄道庁）の路線のうち、広域電鉄区間では日本の近距離電車に相当する列車として緩行列車を運行しており、4ドアロングシートの通勤形車両が使用される。改札も電鉄とその他の路線（高速路線・一般路線）とで区分されている。
一方、一般路線では2014年（平成26年）5月から極一部の区間を除いて優等列車のみの運行となっている。かつては全国でピドゥルギ号・トンイル号が普通列車に相当する種別として運行されていたが、いずれも2004年（平成16年）3月までに全廃された。その後、地方都市近郊では通勤列車が、それ以外の路線では優等列車であるムグンファ号が実質的に地域輸送を担う状況となっている。だが、通勤列車は需要の減少による運行終了や他の列車種別への置き換え等によって2014年（平成26年）4月末までに複数区間での運行が終了し、2014年（平成26年）5月から2019年（平成31年）3月末までは京元線の末端区間、2020年（令和2年）1月以降は光州広域市内の光州線のみで運行されている。また、ムグンファ号はすべての駅に停車するとは限らず、全列車が通過する事実上の休止駅となった駅も少なくない。
なお、旧鉄道庁・KORAILは列車種別毎に異なる料金体系を設定しているため、ピドゥルギ号・トンイル号・通勤列車からムグンファ号への列車種別変更は事実上の運賃値上げとなっている。

### 中国
中国鉄路総公司の運営路線では、普快列車と普客列車、および通勤列車が普通列車に相当する。そのうち、普客列車は各駅に停車する。普快列車は長距離列車で寝台車や食堂車も連結される。運賃は座席の硬さによる等級制で、空調の有無により追加料金が徴収される。なお、中国で運行されている快速列車は日本の急行列車、特快列車と直达特快列車は日本の特急列車に相当する優等列車の種別である。

### インドネシア
インドネシアのKRLジャボタベックでは、2013年（平成25年）まで冷房装置の有無により運賃に格差をつけていた。だが、すべての列車に冷房が搭載されたことで運賃が統一された。

### その他東南アジア
東南アジア諸国の鉄道は運賃体系が等級制で、下位の等級による列車が普通列車と見なされる。下等列車では、木製の座席で冷房のない車両が使われている。

### 欧州
ヨーロッパ諸国の普通列車は長らく客車が主体で、機関車の付け替えを必要としない運転台付きの客車も見られる。だが、その一方で動力分散方式の列車に移行しつつある国もある。車両も2階建車両が主流で、通勤輸送と近郊輸送を両立させている。